# Lützen

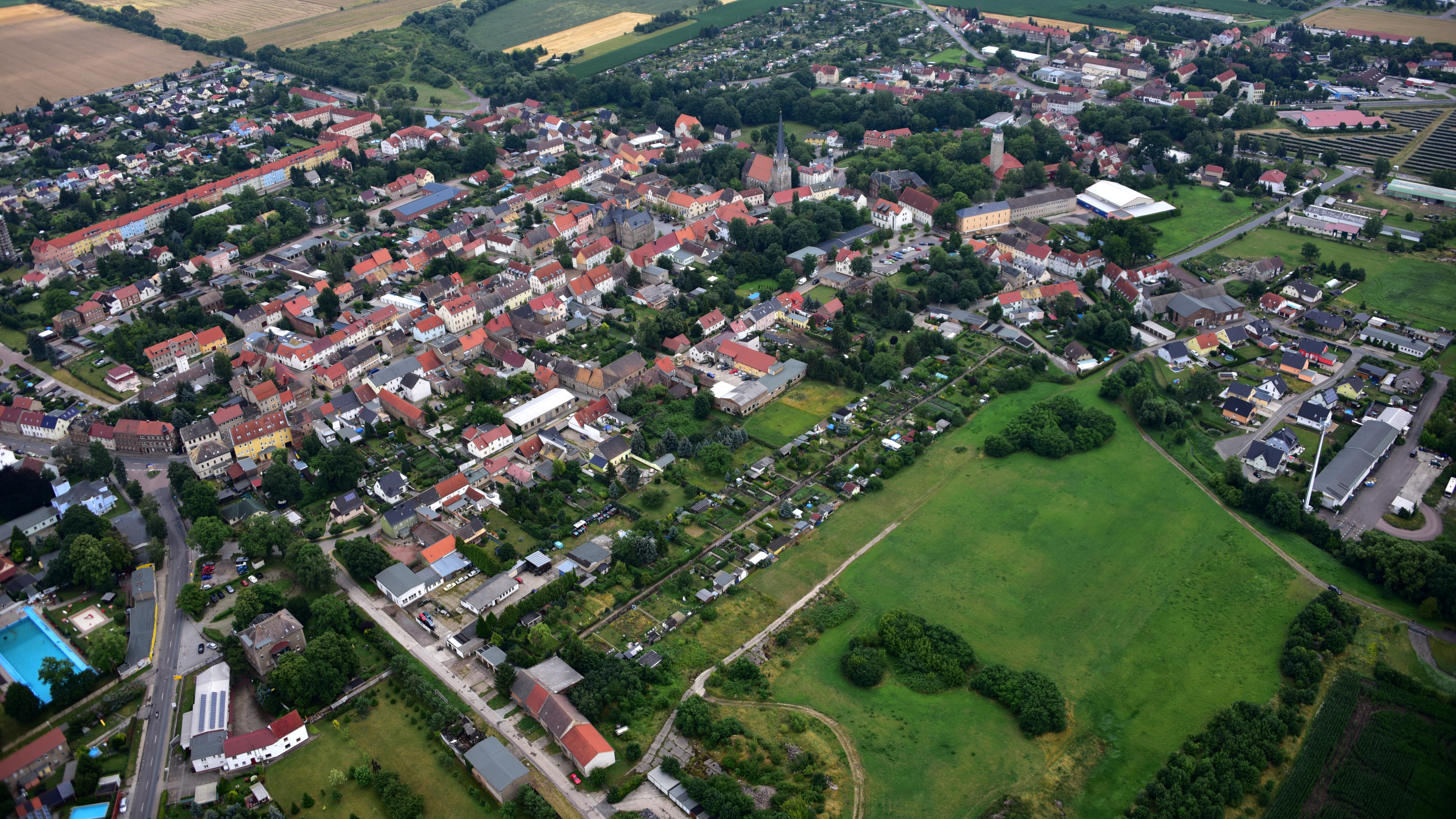
Lützen, Luftaufnahme (2017)

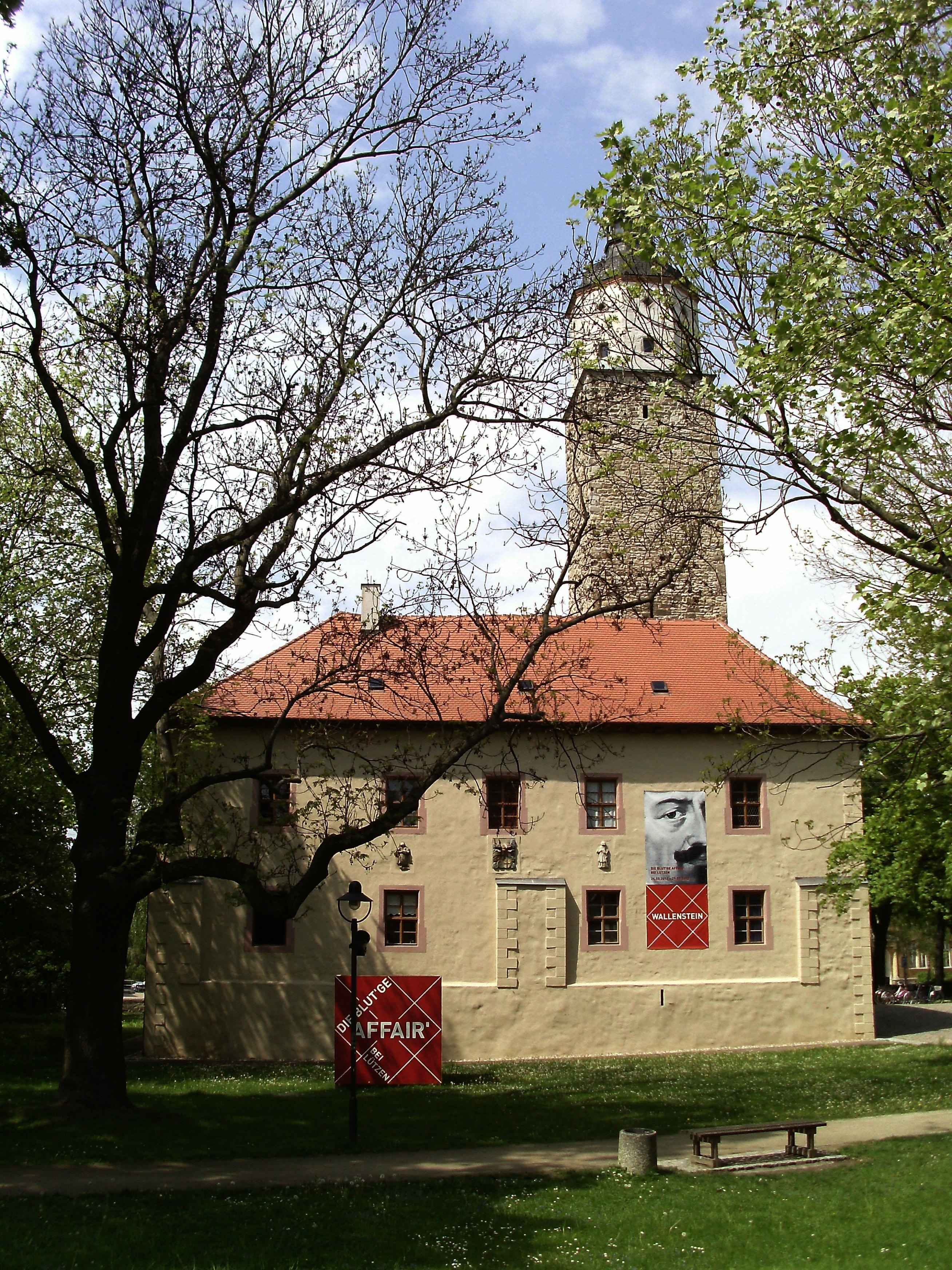
Schloss

Lützen ist eine Stadt im Burgenlandkreis in Sachsen-Anhalt.

## Geographie
Geographisch gehört Lützen zur Leipziger Tieflandsbucht. Die Stadt liegt etwa 10 Kilometer südwestlich der Stadtgrenze Leipzigs an der Bundesstraße 87, die von Weißenfels über Lützen und Markranstädt nach Leipzig führt. Außerdem ist Lützen über die Anschlussstelle Bad Dürrenberg (ca. 5 km entfernt) an die Bundesautobahn 9 und über die Anschlussstelle Lützen (ca. 1 km entfernt) an die A 38 angeschlossen.

### Nachbargemeinden
|            | Bad Dürrenberg (SK)                         |                                  |
| Weißenfels | Kompassrose, die auf Nachbargemeinden zeigt | Markranstädt und Pegau (beide L) |
|            | Hohenmölsen und Teuchern                    |                                  |

### Gemeindegliederung
| Ortschaft    | Einwohner | Ortsteile                                                               | Die Ortschaften von Lützen (anklickbare Karte) |
| ------------ | --------- | ----------------------------------------------------------------------- | ---------------------------------------------- |
| Dehlitz      | 544       | Dehlitz, Lösau und Oeglitzsch                                           | Die Ortschaften von Lützen (anklickbare Karte) |
| Großgörschen | 819       | Großgörschen, Kleingörschen, Rahna und Kaja                             | Die Ortschaften von Lützen (anklickbare Karte) |
| Lützen       | 3.705     |                                                                         | Die Ortschaften von Lützen (anklickbare Karte) |
| Muschwitz    | 1.089     | Göthewitz, Muschwitz, Kreischau, Pobles, Söhesten, Tornau und Wuschlaub | Die Ortschaften von Lützen (anklickbare Karte) |
| Meuchen      | 260       | Meuchen                                                                 | Die Ortschaften von Lützen (anklickbare Karte) |
| Poserna      | 384       | Poserna                                                                 | Die Ortschaften von Lützen (anklickbare Karte) |
| Rippach      | 661       | Großgöhren, Kleingöhren, Pörsten und Rippach                            | Die Ortschaften von Lützen (anklickbare Karte) |
| Röcken       | 661       | Röcken, Bothfeld, Michlitz und Schweßwitz                               | Die Ortschaften von Lützen (anklickbare Karte) |
| Sössen       | 226       | Gostau, Sössen und Stößwitz                                             | Die Ortschaften von Lützen (anklickbare Karte) |
| Starsiedel   | 677       | Kölzen und Starsiedel                                                   | Die Ortschaften von Lützen (anklickbare Karte) |
| Zorbau       | 810       | Gerstewitz, Nellschütz, Zorbau und Zörbitz.                             | Die Ortschaften von Lützen (anklickbare Karte) |

## Geschichte

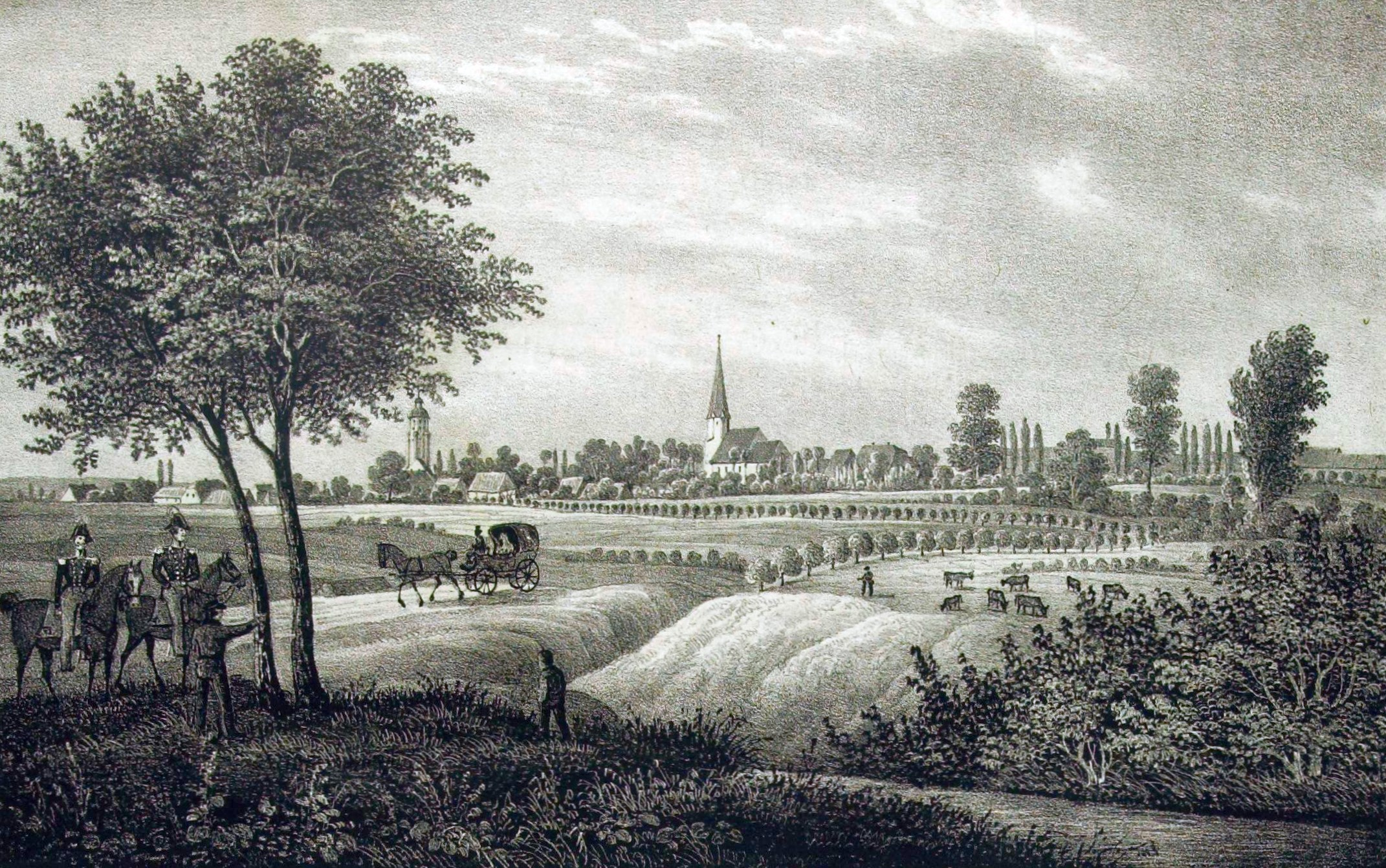
Ansicht der Stadt um 1845

Die Stadt Lützen gehörte seit dem 13. Jahrhundert zum Einflussbereich des Hochstifts Merseburg und war Sitz des bischöflichen Amts Lützen. Nach der Säkularisation des Bistums Merseburg gelangte das Hochstift mit der Stadt Lützen unter die Administration des Kurfürsten von Sachsen.
In den 1580er Jahren suchten Seuchen die Region heim, so eine epidemische Hirnentzündung im Jahr 1583 und die Pest im Jahr 1585. Nachdem dieser im Spätsommer auch der Scharfrichter zum Opfer gefallen war, beschuldigte dessen Knecht den Totenträger Melchior Schimpf, den rechten Daumen des Verstorbenen zur Handinnenfläche gebogen und dabei etwas Unverständliches gemurmelt zu haben. Wegen dieses untrüglichen Indizes für Pestzauber ermittelte das Stadtgericht gegen Schimpf. Seine Frau Ursula geriet ebenfalls in den Fokus der Ermittler, weil sie mit einer unbekannten Wurzel das Leiden Pestkranker lindern konnte. Unter der Folter gestand Melchior Schimpf nicht nur, vielen weiteren Toten den Daumen in die Handfläche gebogen zu haben, sondern auch, dem Leichnam eines verstorbenen Mädchens mit der Zauberformel „Ich stecke dich ein in aller teuffel nahmen uff 200 Personen, die hernach sterben sollen“ ein Tuch in den Mund gesteckt zu haben, wodurch 200 weitere Menschen von der Pest dahingerafft worden seien. Angestiftet habe ihn seine Frau, die eine Hexe sei. Dieser presste man durch die Folter das Geständnis der Teufelsbuhlschaft und Teilnahme am Hexensabbat ab. Außerdem gestand sie, die Pestbeulen von Toten mit Köpfen von Kaninchen und Wieseln gekocht und den Sud in die Häuser gegossen zu haben, um Menschen zu töten. Die Eheleute wurden verurteilt und am 10. November 1585 auf dem Scheiterhaufen verbrannt.
Im Jahr 1621 hatte die Stadt eine Kippermünzstätte, in der wahrscheinlich unter Münzmeister Wilhelm Quendel Interimsmünzen (Kippermünzen) geschlagen wurden. Bekannt sind einfache und doppelte Kipper-Schreckenberger mit dem Münzmeisterzeichen „Kreuz aus vier L“.
Lützen war 1632 Schauplatz der Schlacht bei Lützen, einer der Hauptschlachten des Dreißigjährigen Krieges. Der Schwedenkönig Gustav II. Adolf ist in dieser Schlacht gefallen. Eine Kapelle und ein Denkmal erinnern an den König. Da Napoleon in der Nacht vor der Schlacht bei Großgörschen (2. Mai 1813) demonstrativ am Gedenkstein für Gustav Adolf übernachtete, umgeben von seinen Truppen, wird diese manchmal auch als Schlacht bei Lützen bezeichnet.

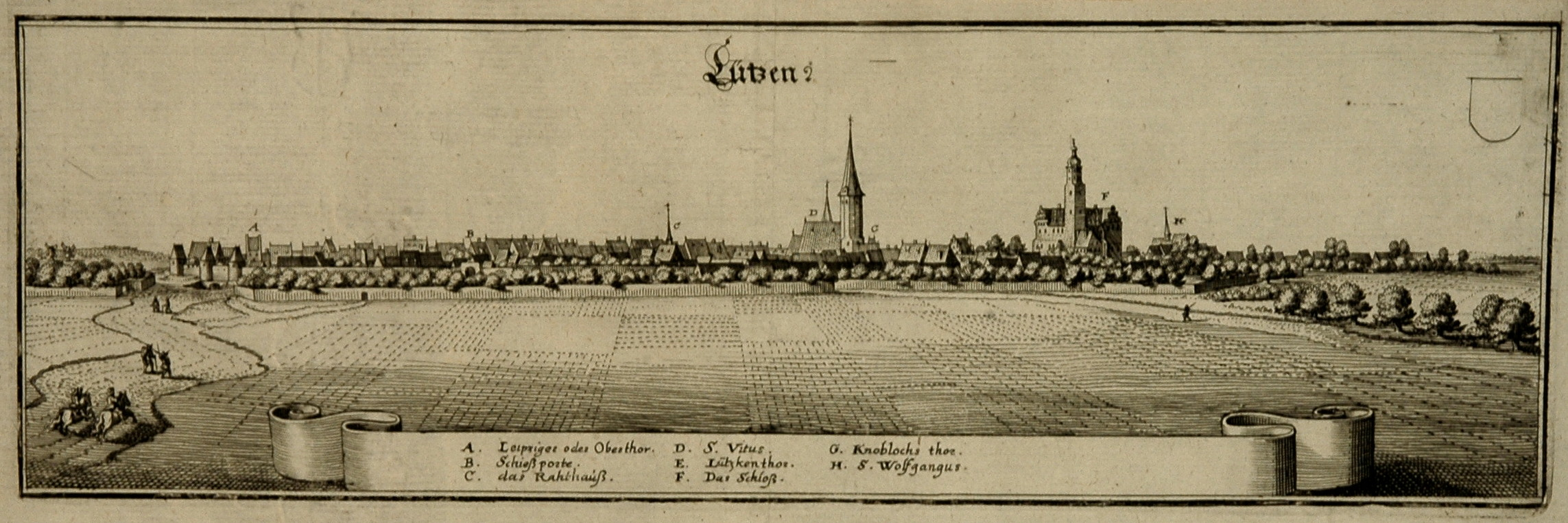
Lützen um 1650

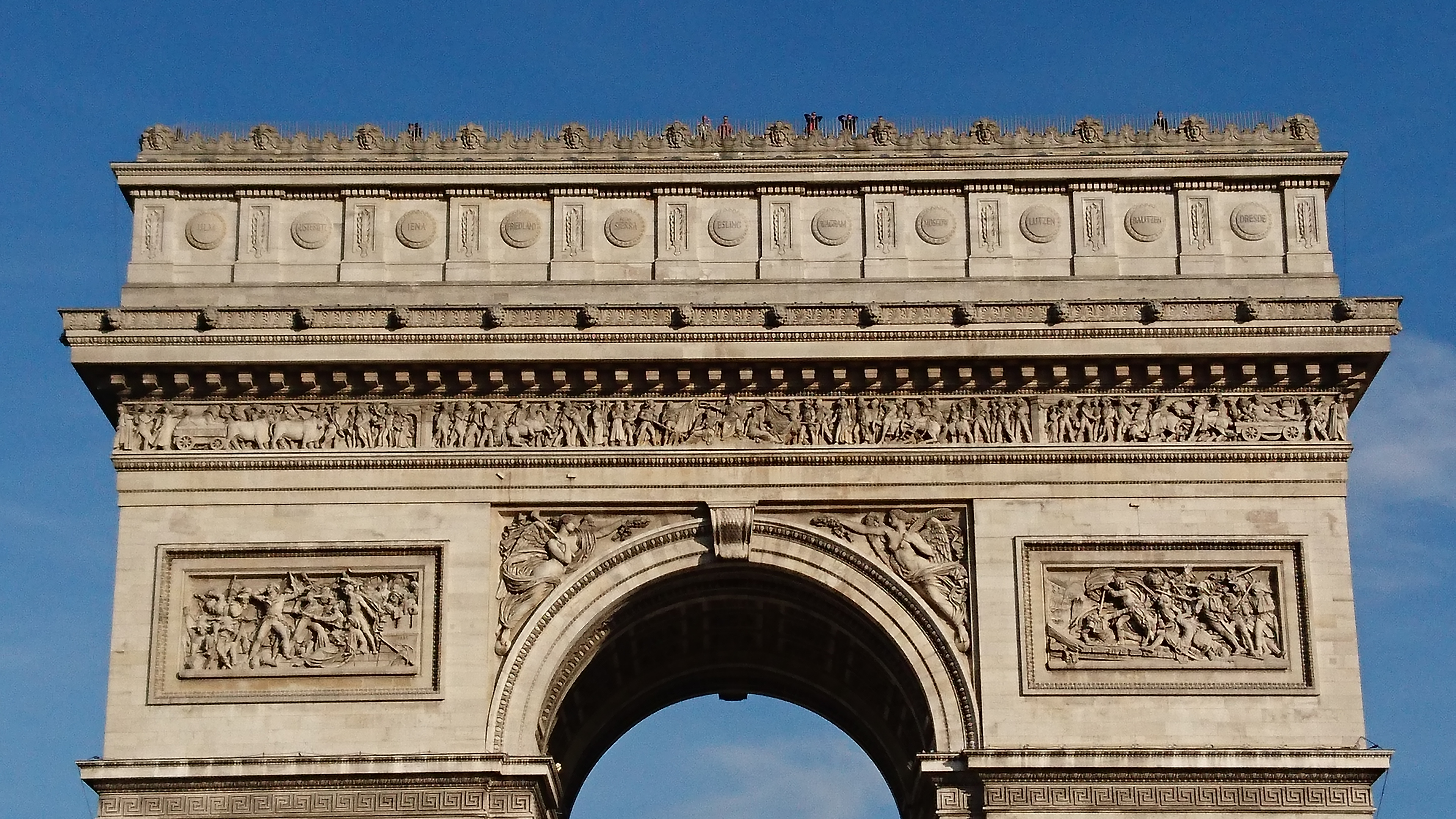
Unter den Inschriften am Arc de Triomphe in Paris befindet sich im obersten Teil eine Reihe von dreißig Schilden, eines davon mit der Aufschrift „LUTZEN“

Nach der Niederlage Napoleons und des mit ihm verbündeten Königreichs Sachsen musste das Königreich Sachsen nach Beschluss des Wiener Kongresses im Jahr 1815 einen großen Teil seines Gebietes an das Königreich Preußen abtreten. Das Amt Lützen wurde dabei geteilt. Der größere Westteil mit der Stadt Lützen wurde der preußischen Provinz Sachsen (Kreis Merseburg im Regierungsbezirk Merseburg) angegliedert, der kleinere Ostteil kam an das sächsische Amt Leipzig.
Lützen gehörte bis zur Verwaltungsreform der DDR im Jahr 1952 dem Landkreis Merseburg an. Dann gehörte die Stadt zum Kreis Weißenfels im Bezirk Halle bzw. ab 1990 im Land Sachsen-Anhalt. Ab 1994 gehörte Lützen zum Landkreis Weißenfels. Nach der zweiten Kreisreform im Land Sachsen-Anhalt liegt Lützen seit 2007 im Burgenlandkreis.
Eingemeindungen
Am 1. Juni 1973 wurde Meuchen eingemeindet.
Am 1. Juli 2009 wurde die vormals eigenständige Gemeinde Röcken eingemeindet.
Am 1. Januar 2010 wurde die Stadt Lützen aus dem Zusammenschluss Lützens mit den bis dahin selbstständigen Gemeinden Großgörschen, Muschwitz, Poserna, Rippach und Starsiedel neu gebildet.
Am 1. Januar 2011 wurden die Gemeinden Dehlitz, Sössen  und Zorbau eingemeindet.

## Religion
16 % der Einwohner sind gemäß Zensus 2011 evangelisch-landeskirchlich, 2 % römisch-katholisch.
Die evangelischen Kirchen in Bothfeld, Dehlitz, Großgörschen, Großgöhren, Kleingörschen, Lützen, Meuchen, Pobles, Pörsten, Poserna, Röcken, Starsiedel und Treben bilden den Pfarrbereich Lützener Land im Kirchenkreis Merseburg der Evangelischen Kirche in Mitteldeutschland. Die Kirchen in Gerstewitz, Nellschütz und Zorbau gehören zum Pfarrbereich Weißenfels-Südost im selben Kirchenkreis. Die Kirchen in Göthewitz und Muschwitz sind dem Pfarrbereich Hohenmölsen im Kirchenkreis Naumburg-Zeitz zugeordnet.

Evangelische Kirchen in der Stadt Lützen
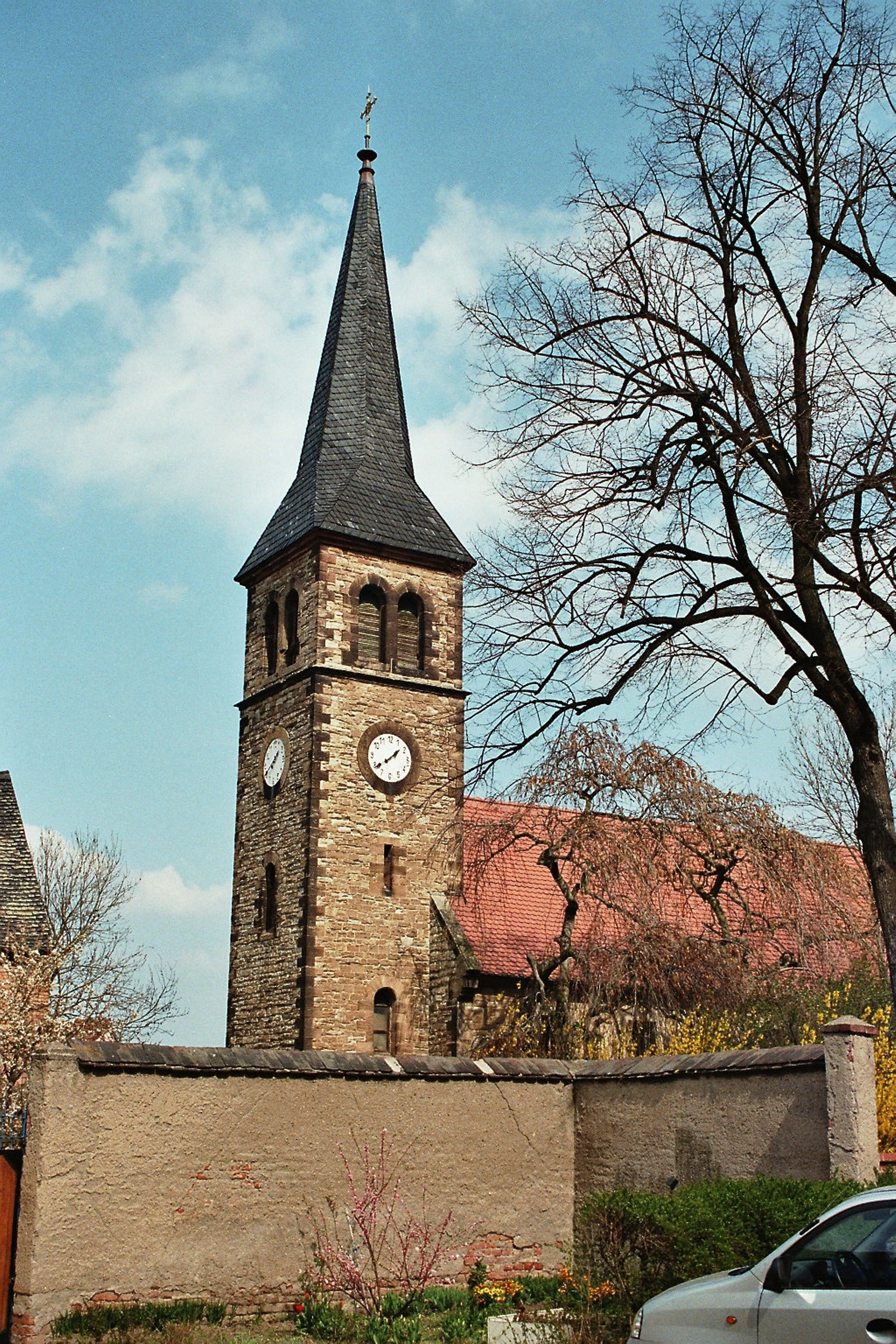
Bothfeld
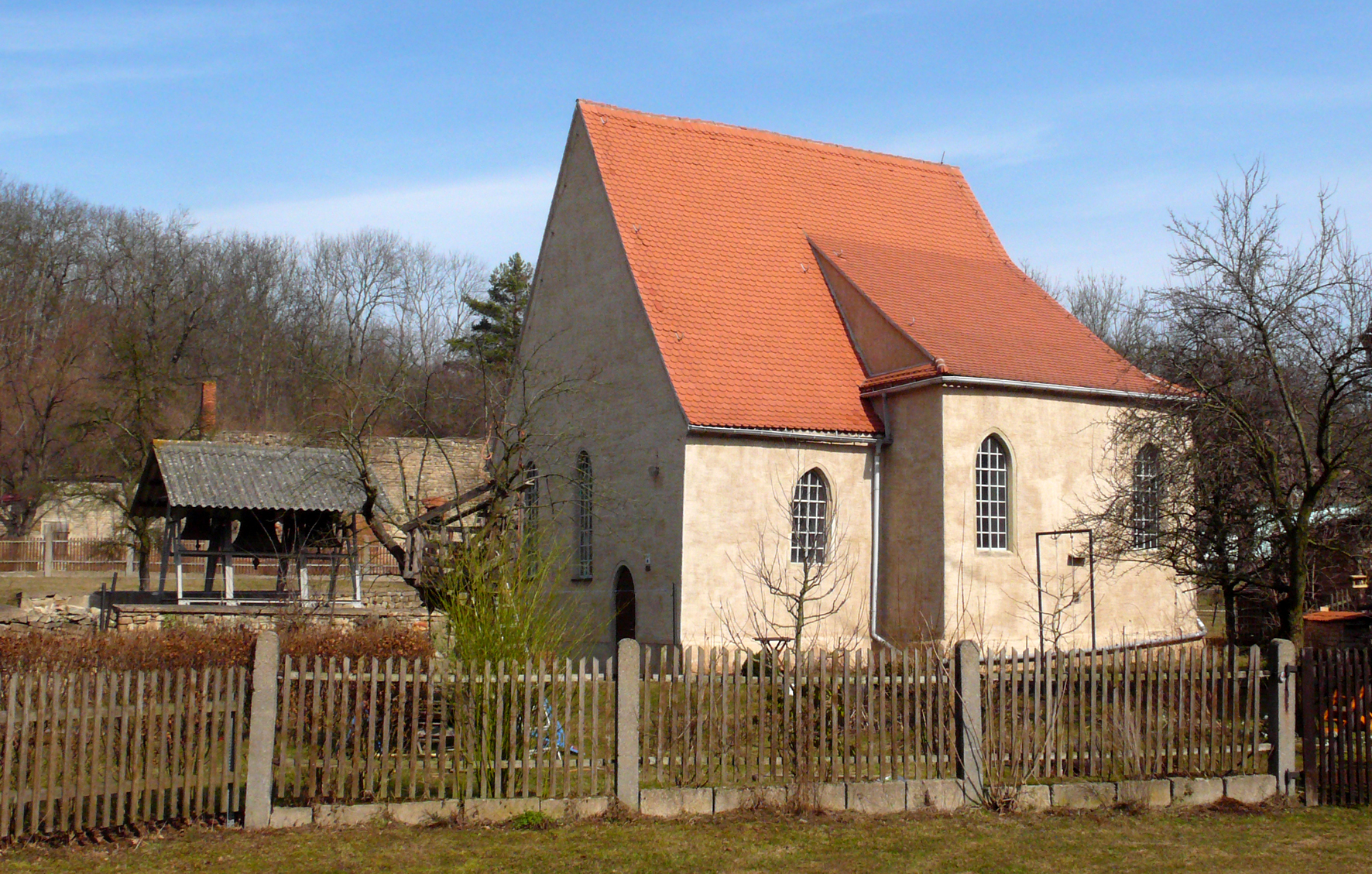
Dehlitz
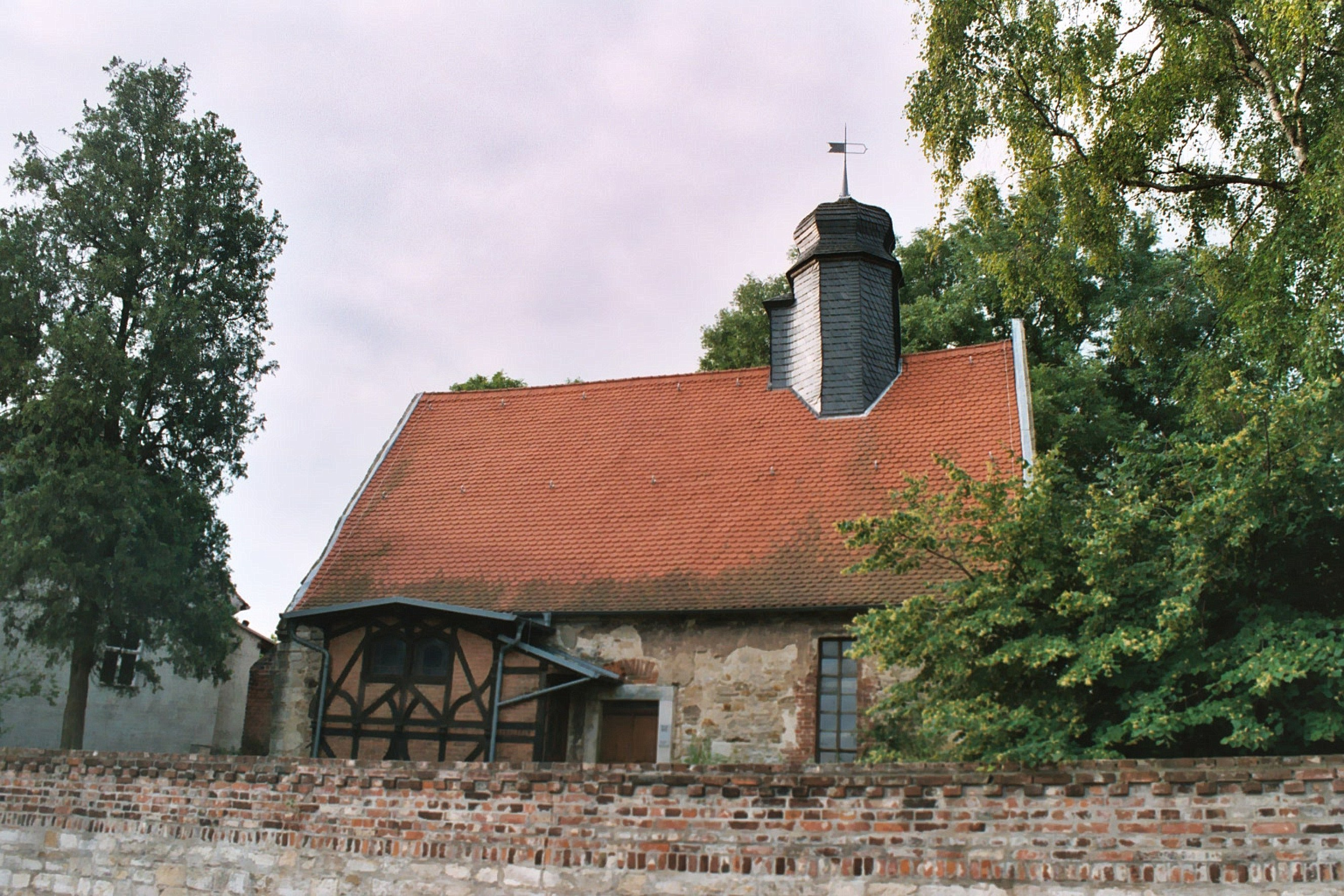
Gerstewitz
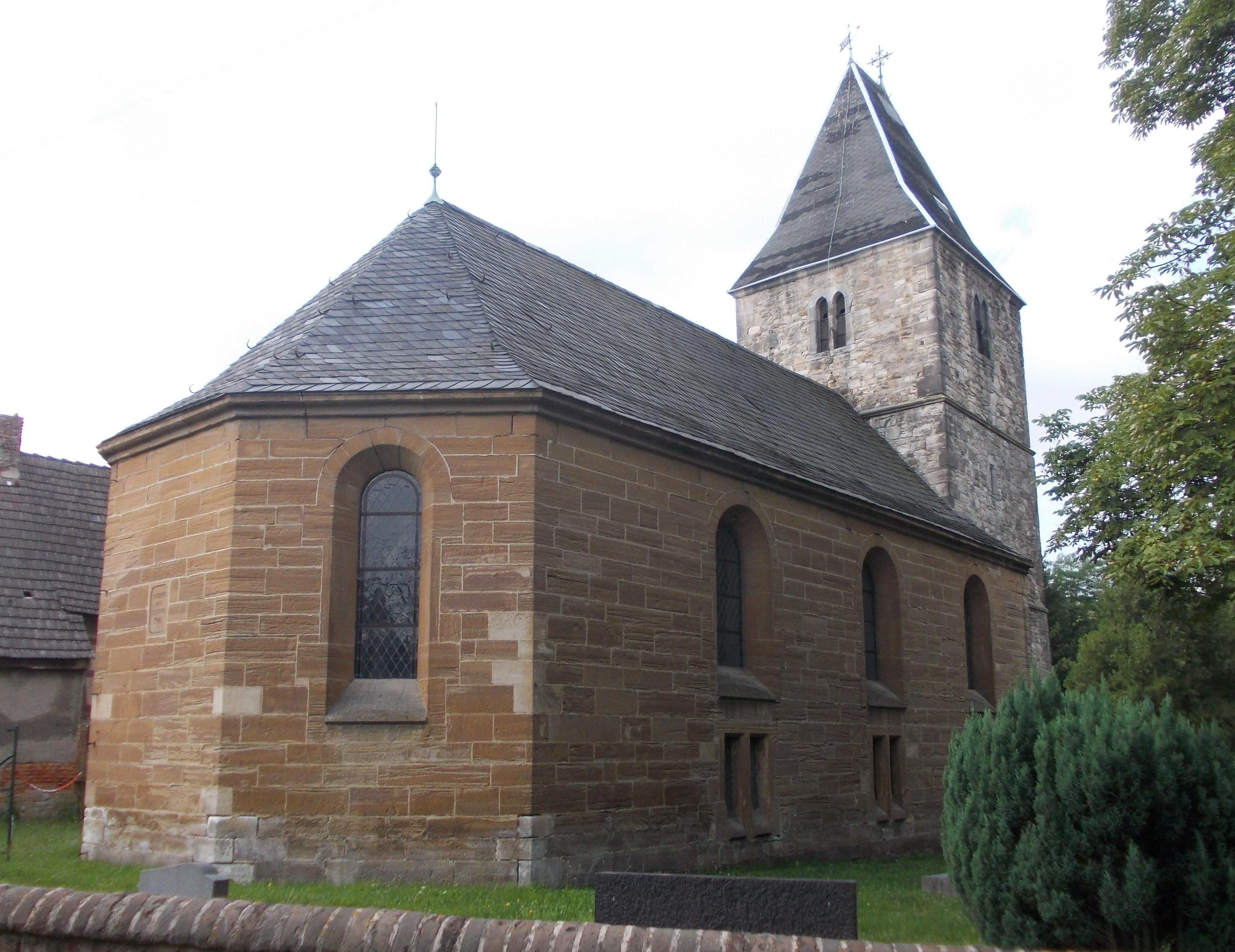
Göthewitz
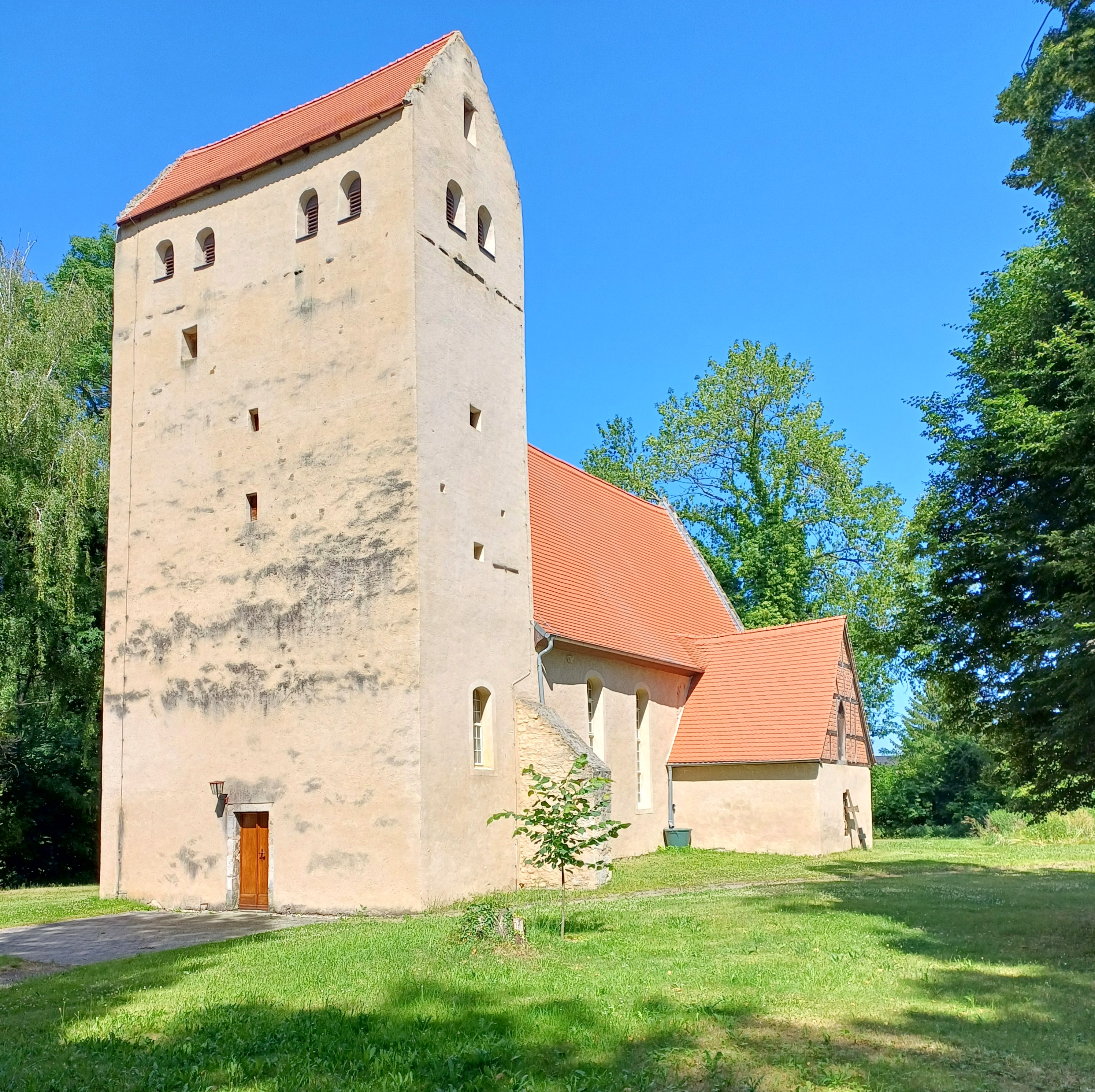
Großgörschen
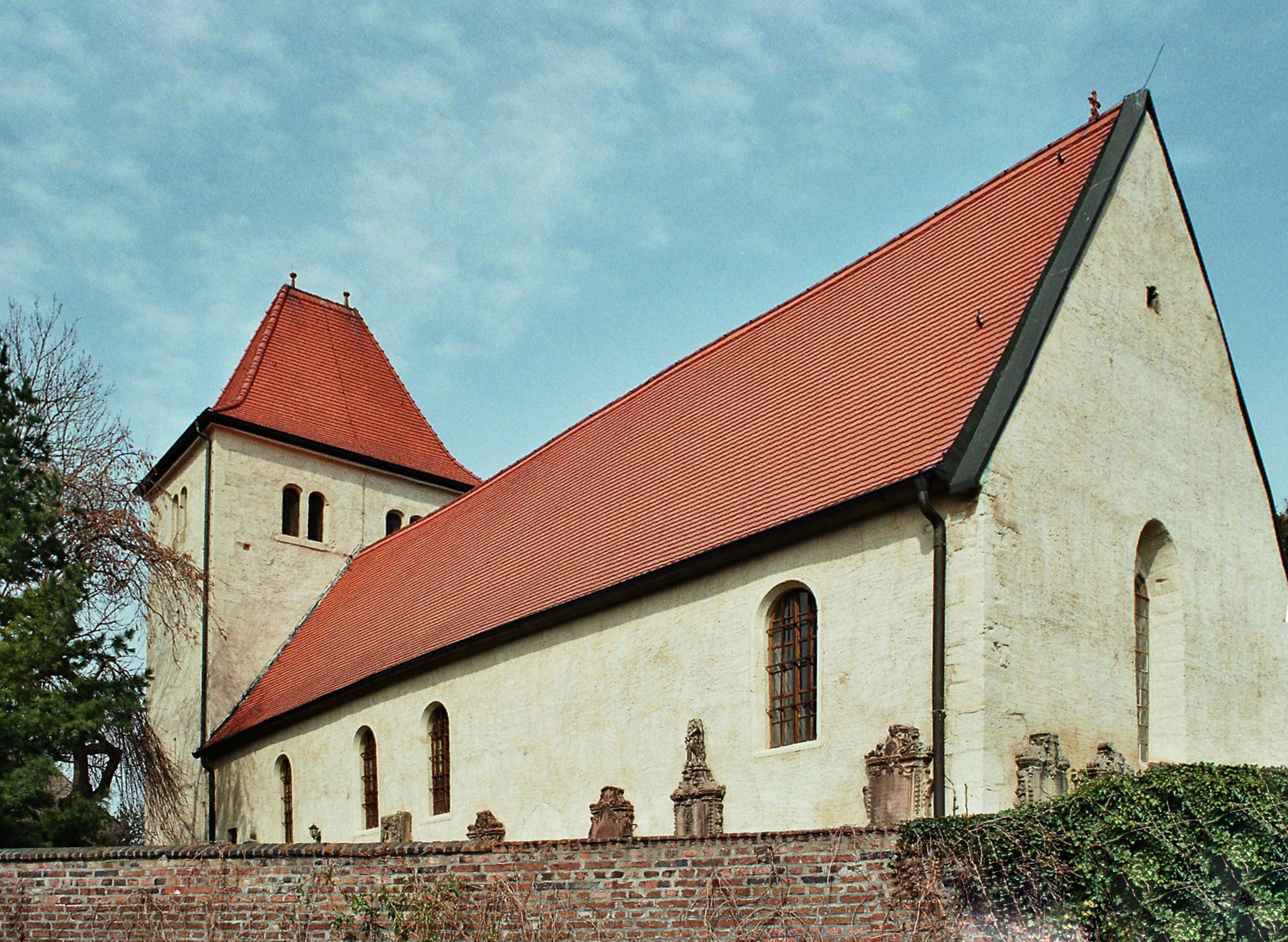
Großgöhren
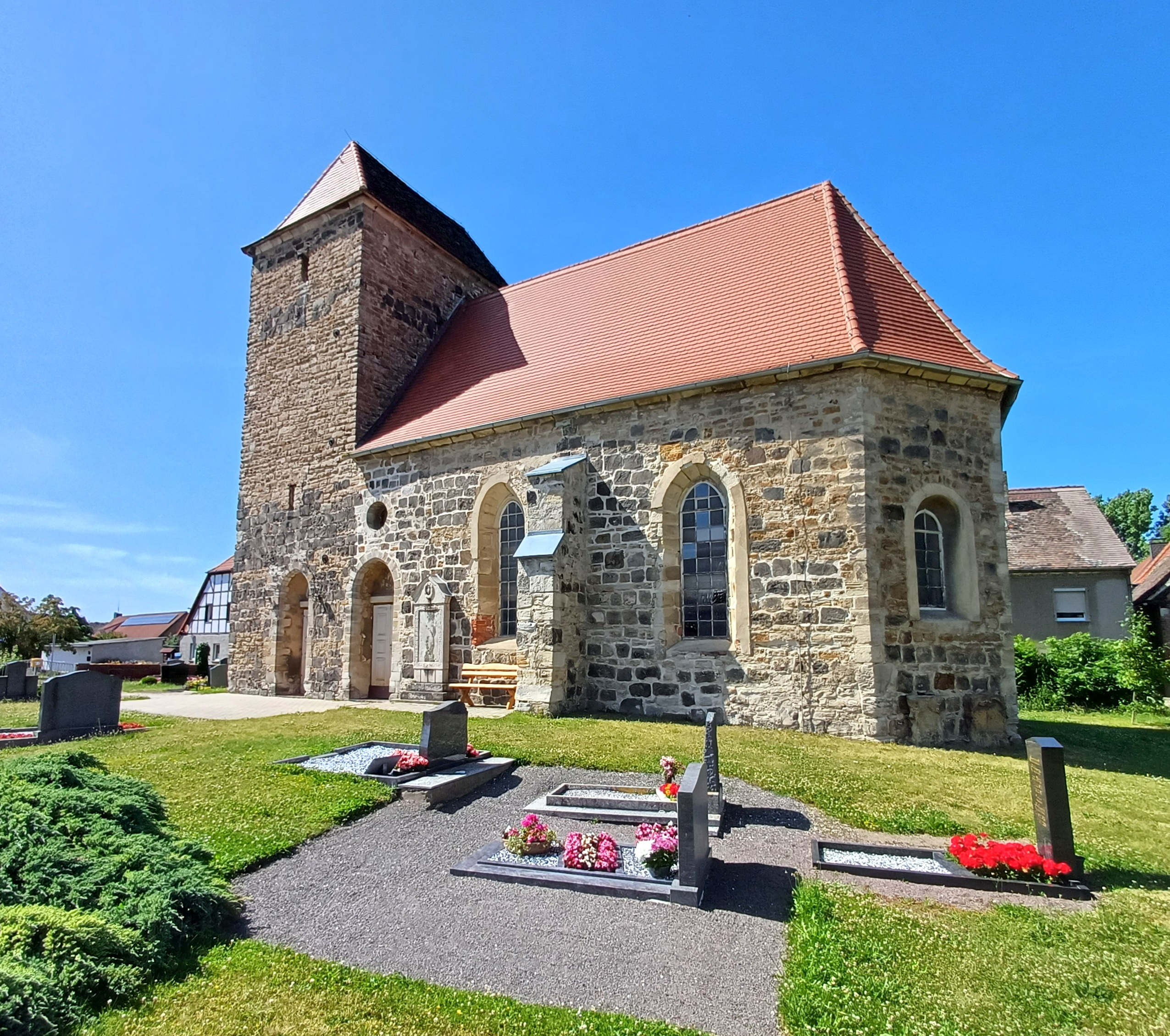
Kleingörschen
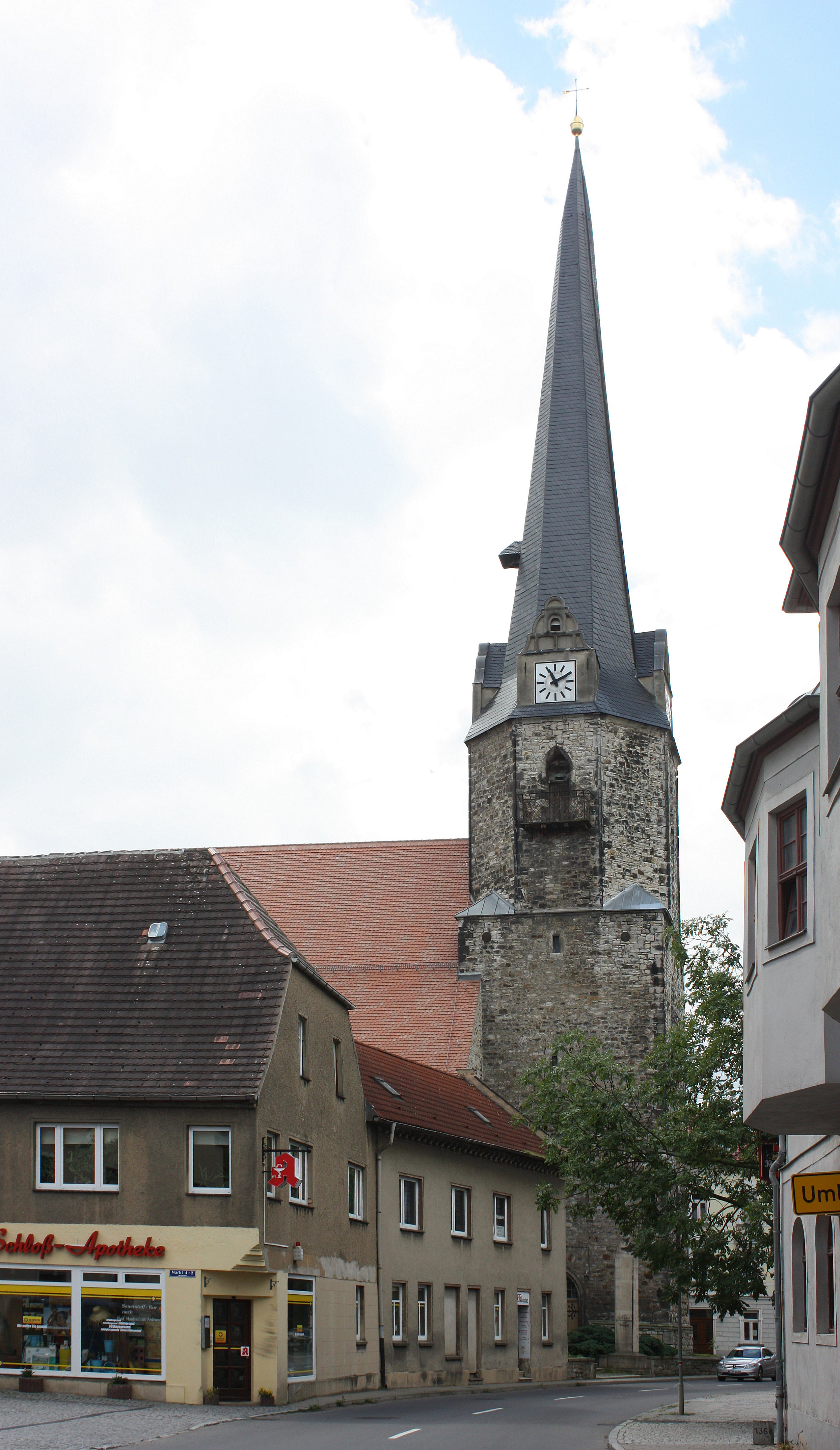
Stadtkirche St. Viti Lützen
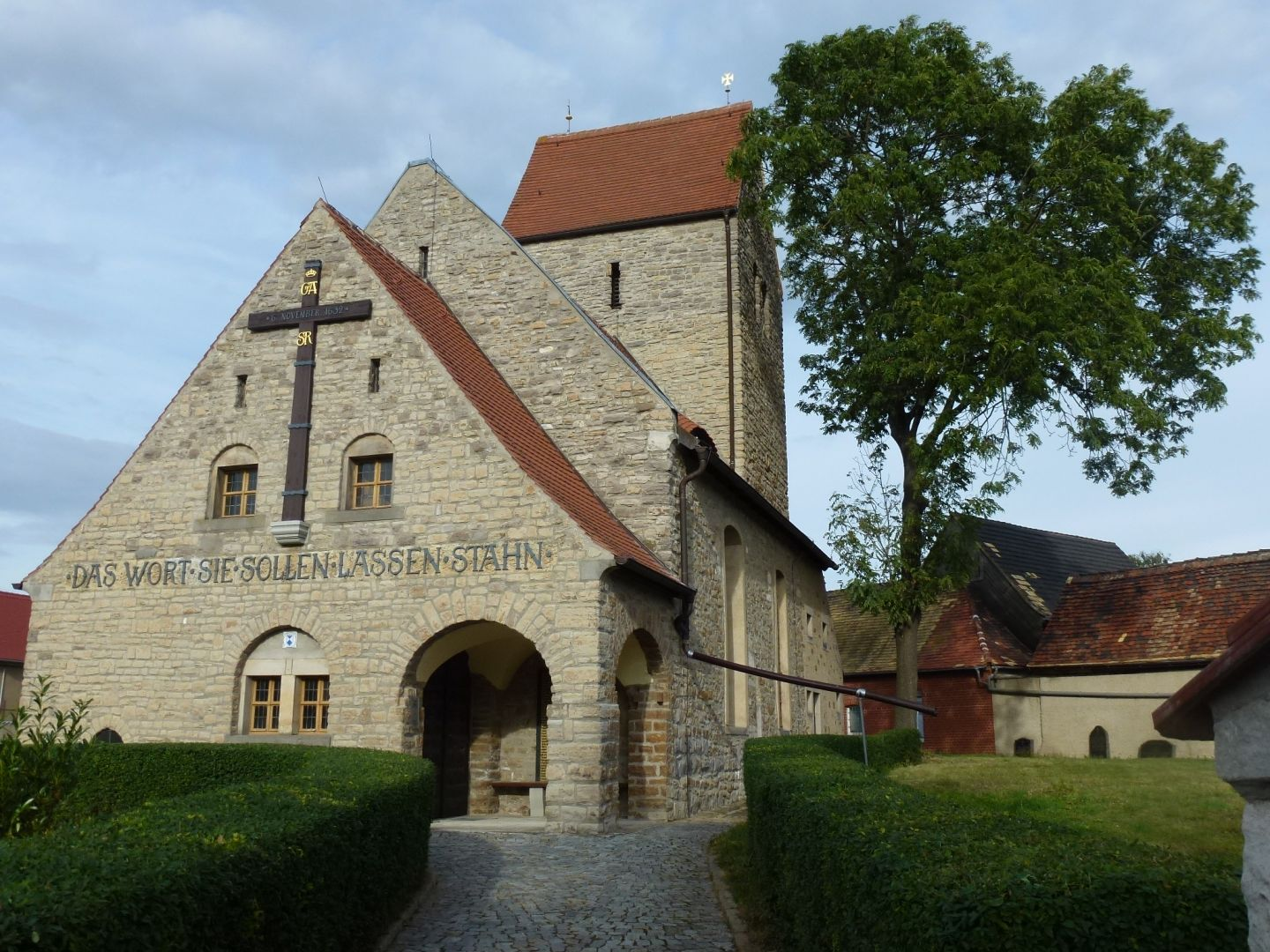
Gustav-Adolf-Gedenkkirche Meuchen
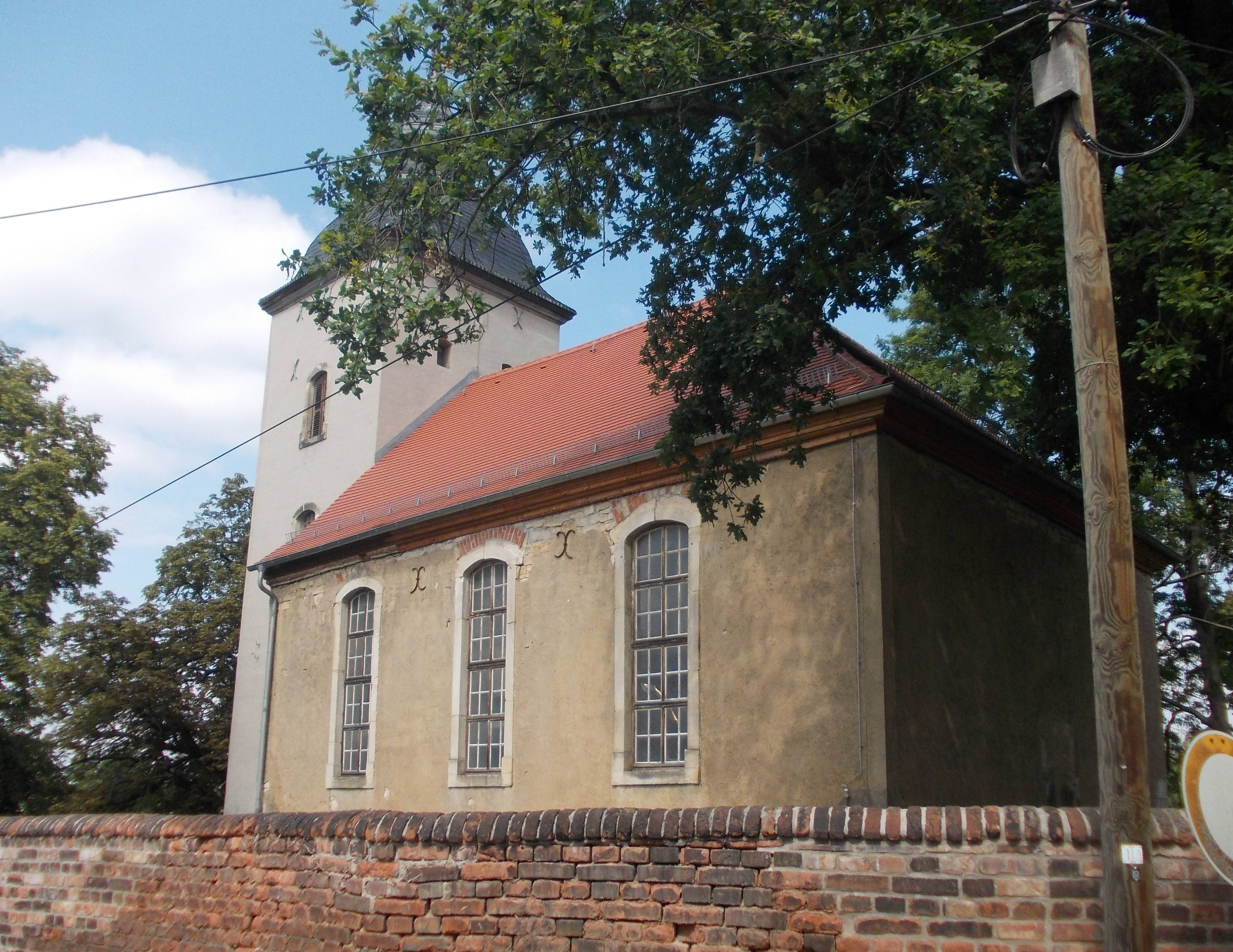
Dorfkirche Muschwitz
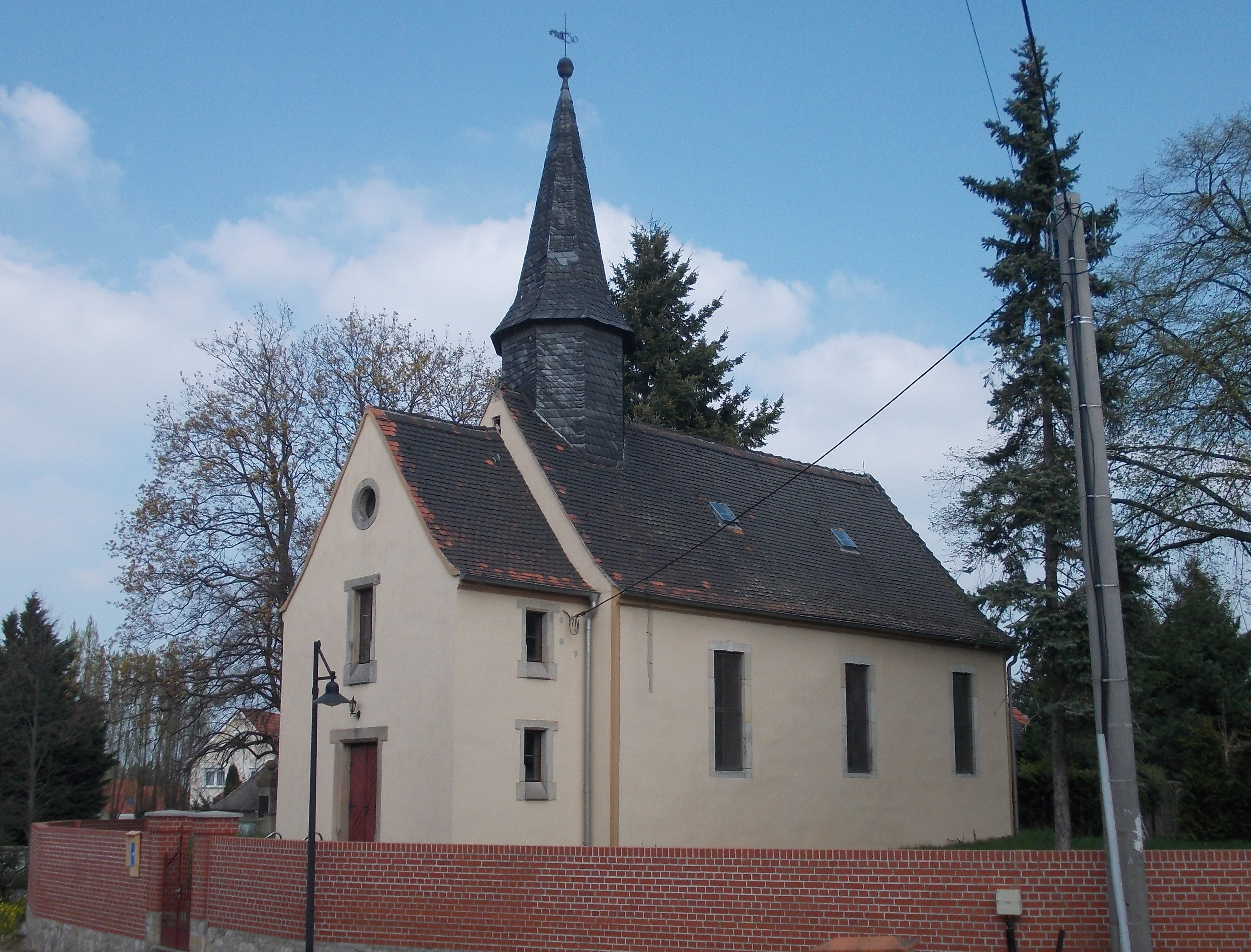
Nellschütz
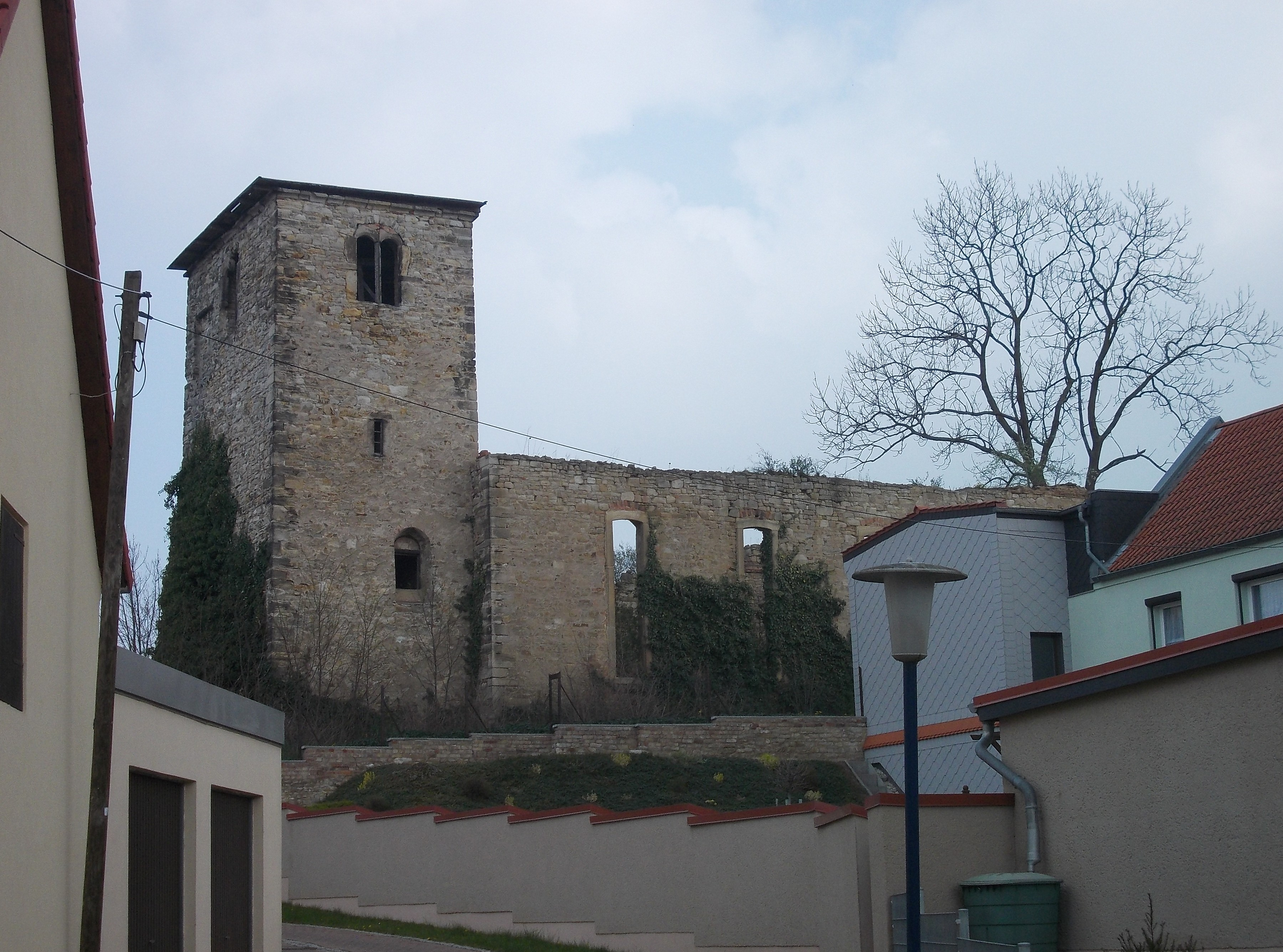
St. Gangolf, Pobles (Ruine)
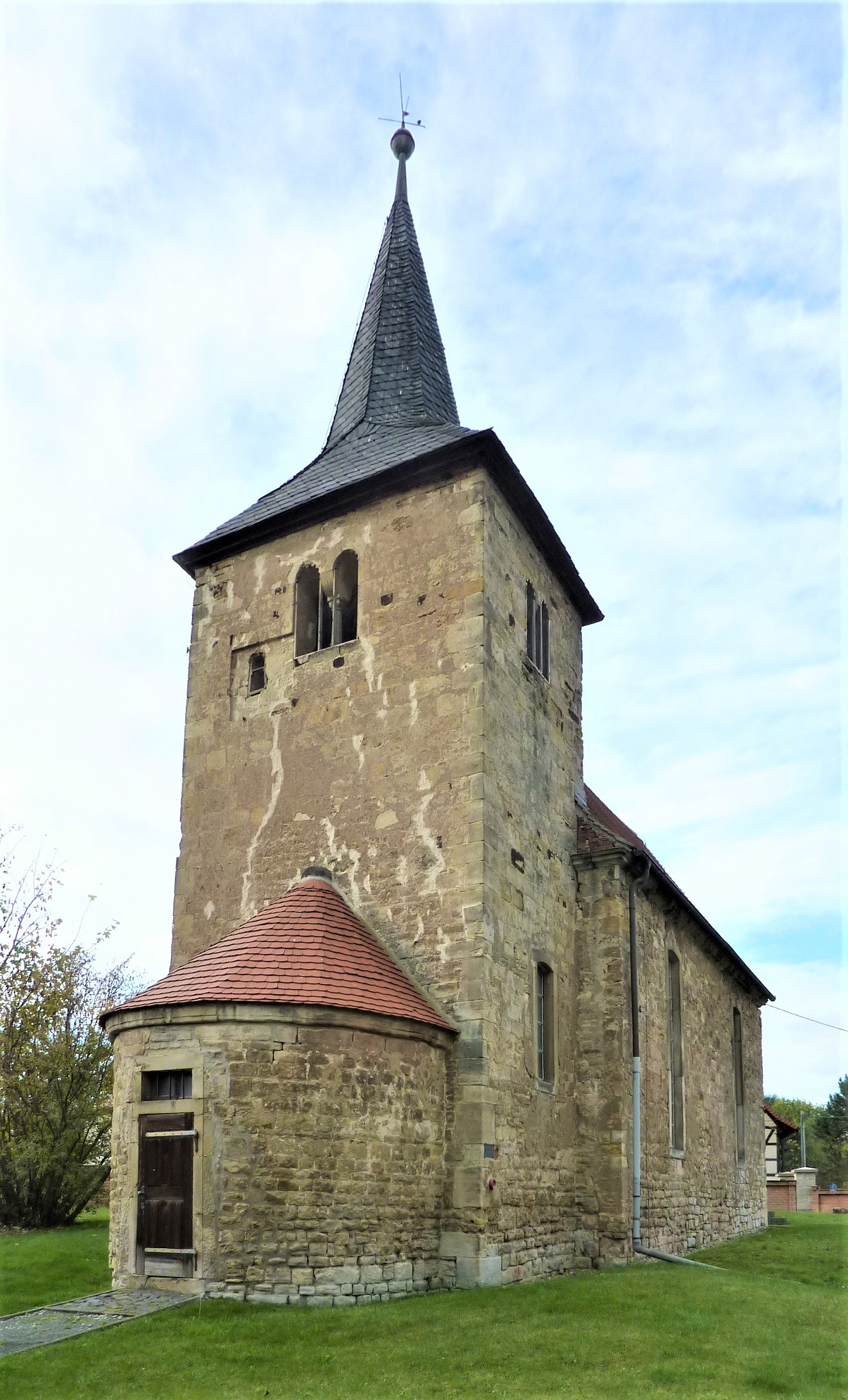
Dorfkirche Pörsten
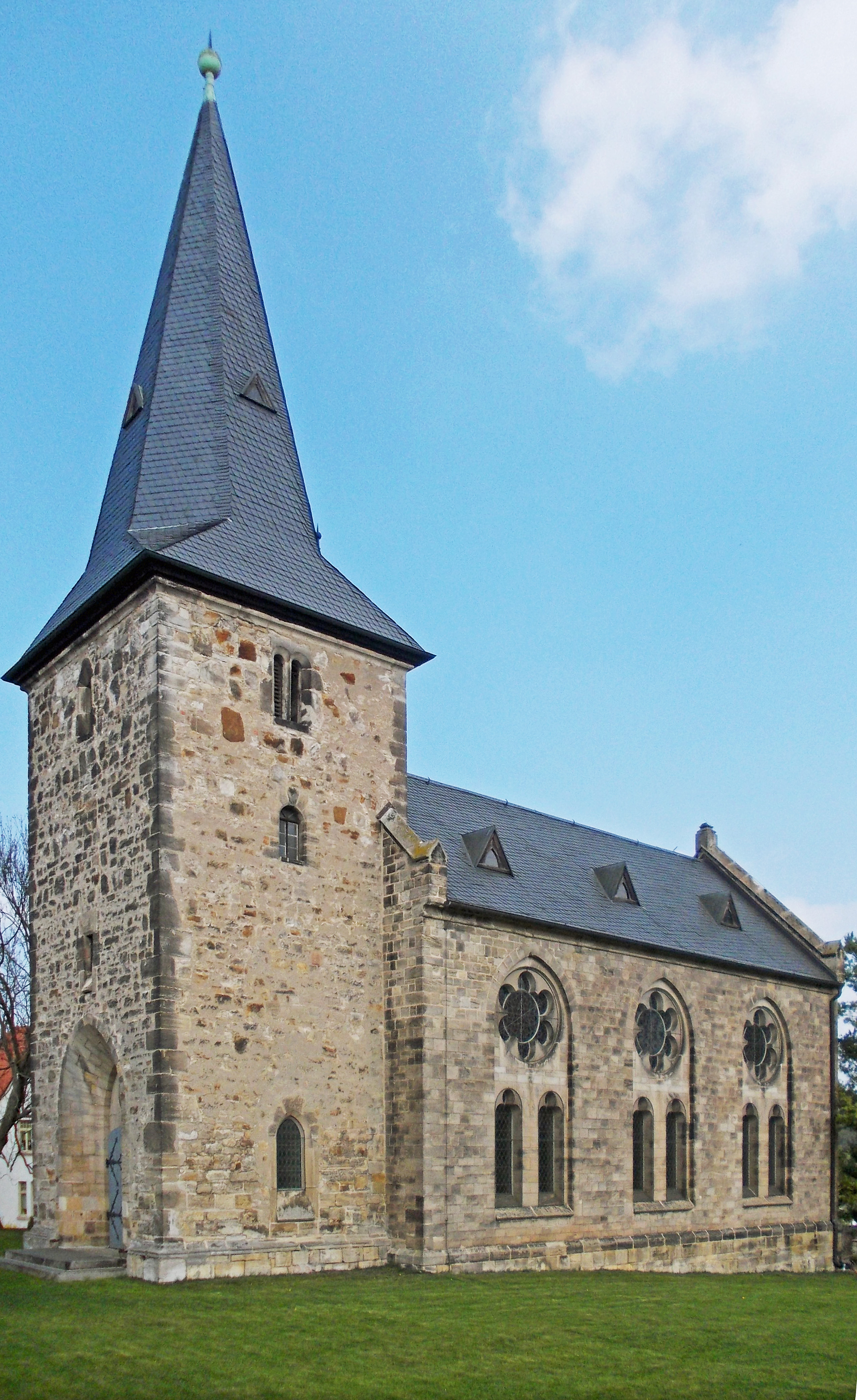
St. Rupertus Poserna
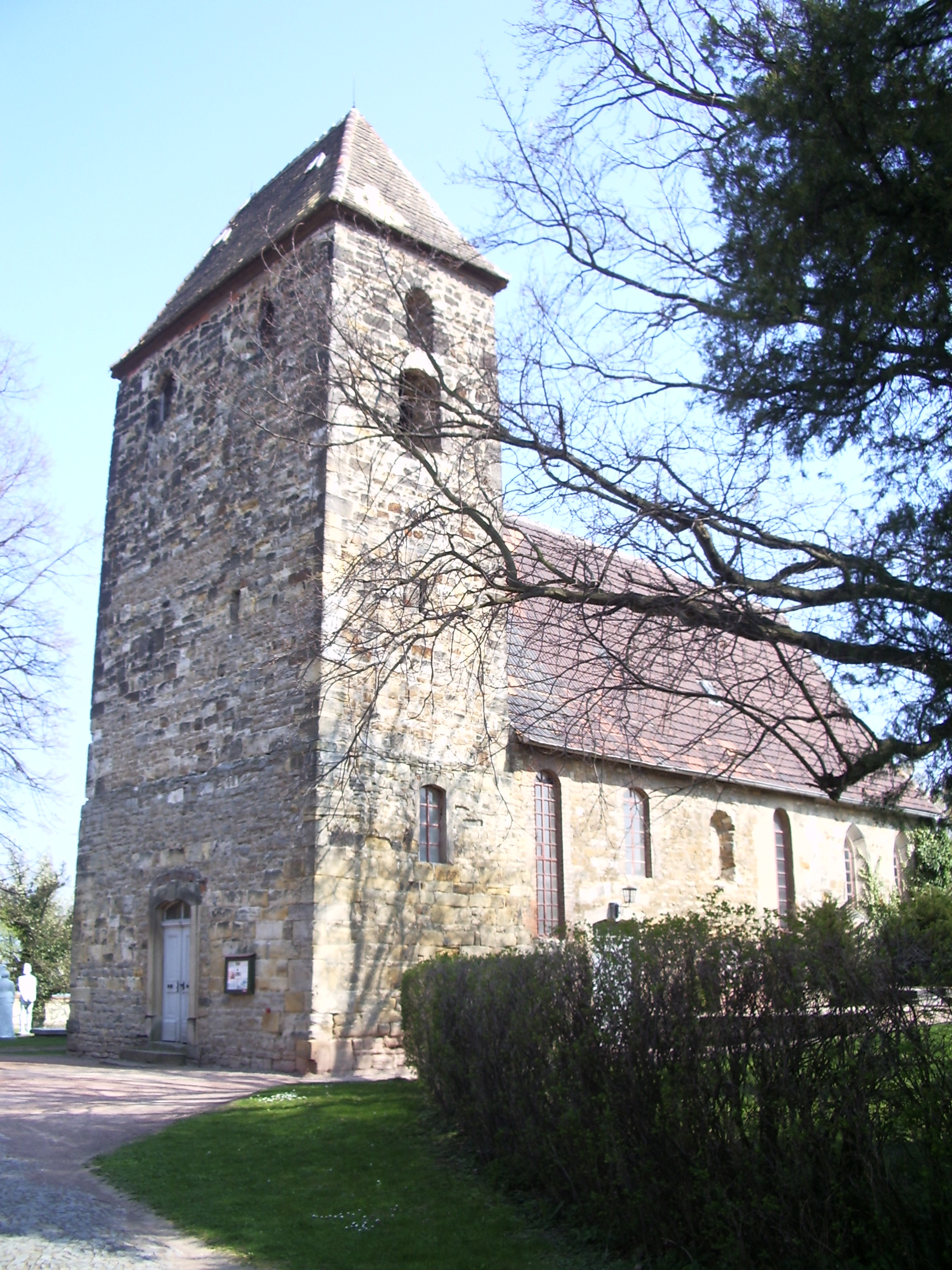
Dorfkirche Röcken
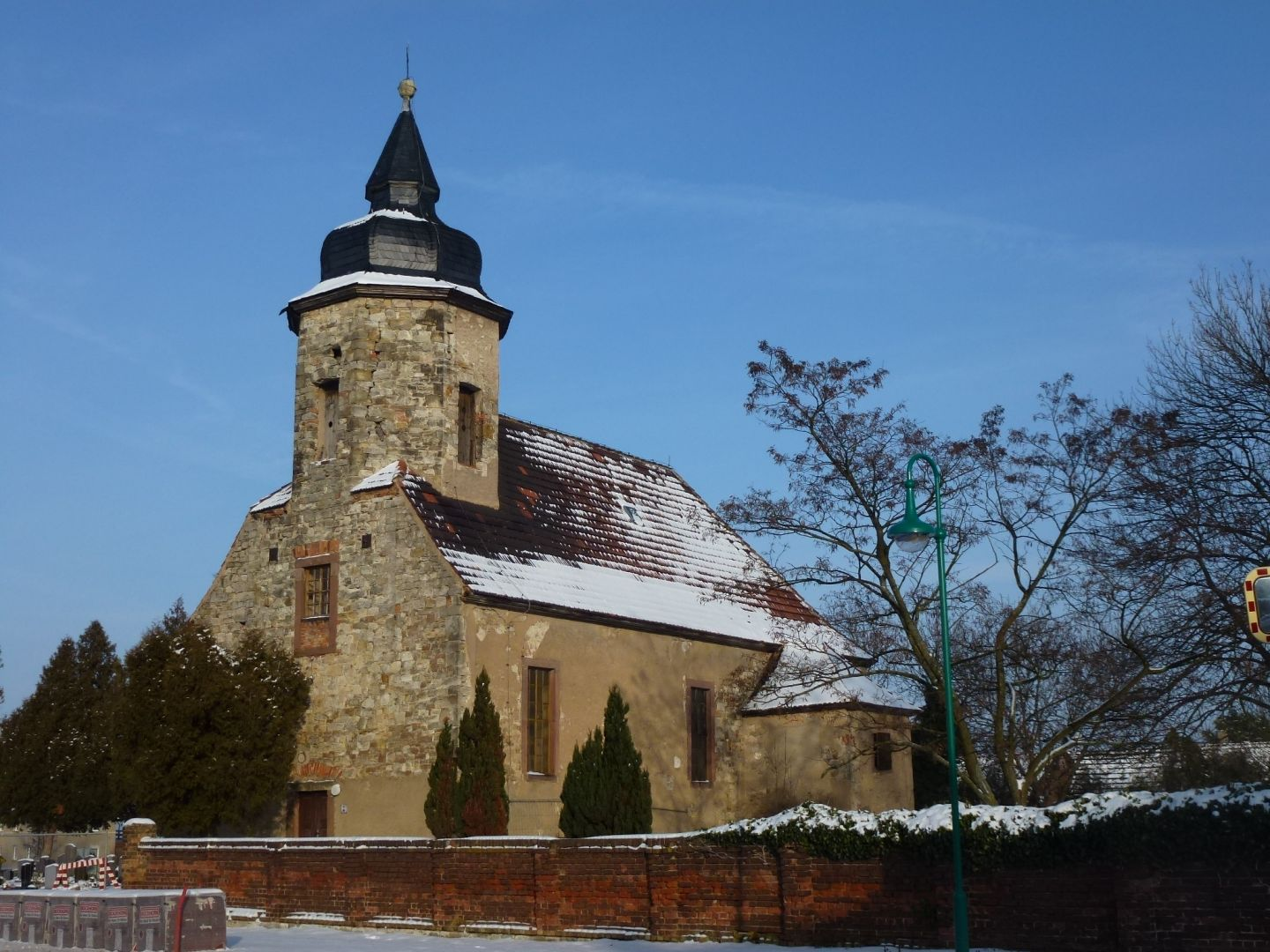
Starsiedel
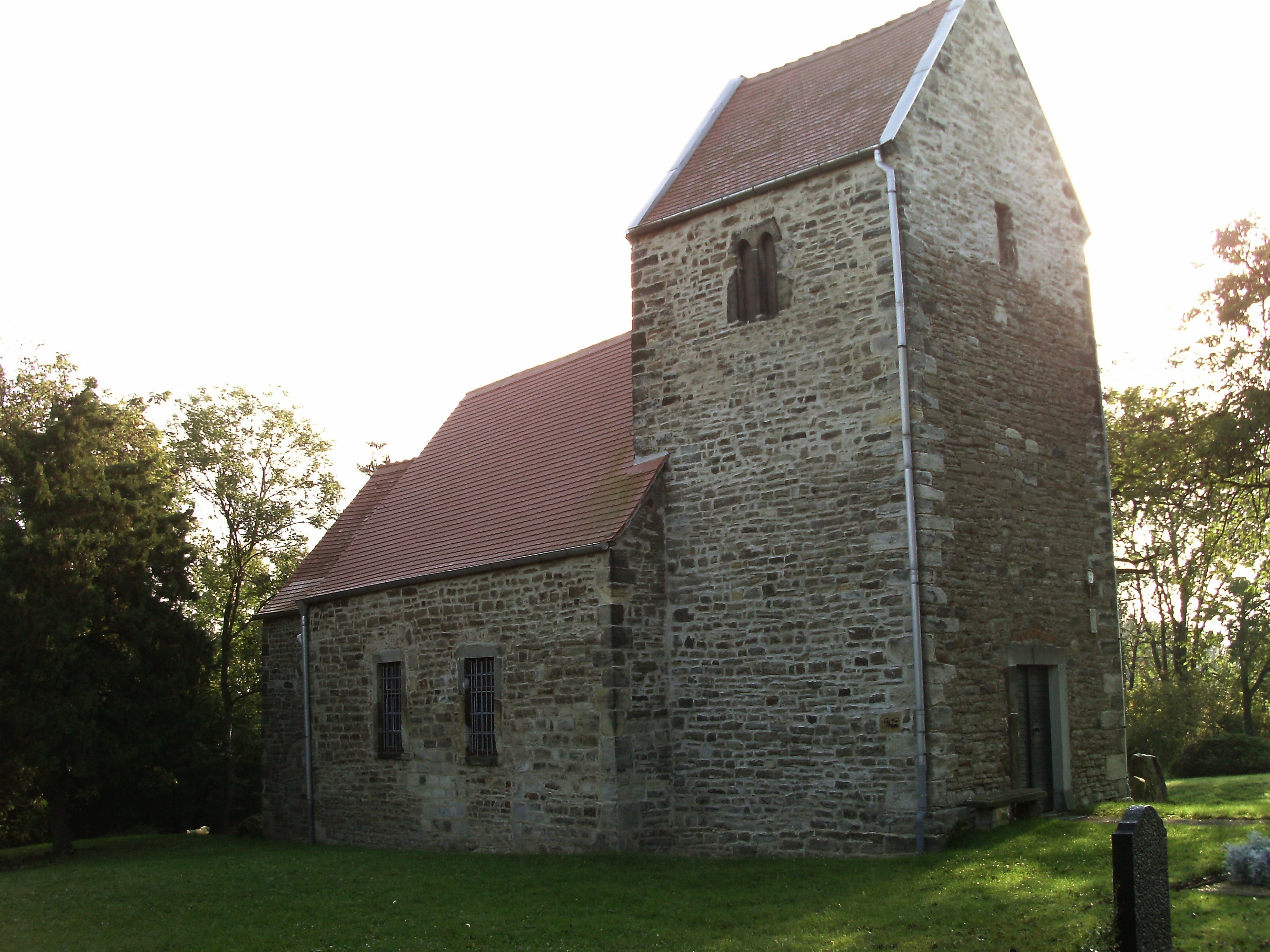
Treben
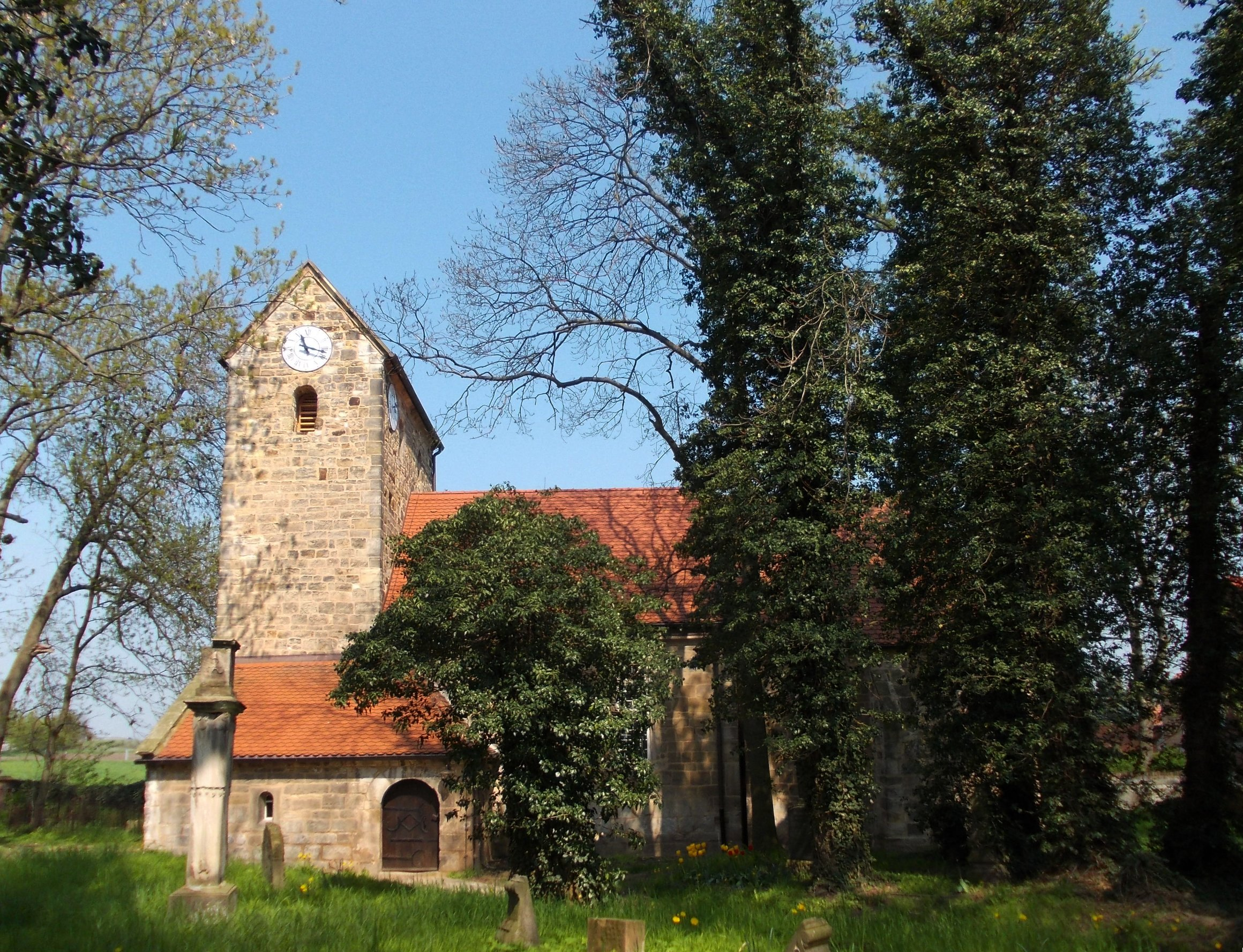
Marienkirche Zorbau

Die katholische Pfarrei Lützen, die bereits 1866 als Missionspfarrei gegründet worden war, wurde 2010 aufgelöst. Die 1895/96 erbaute katholische St.-Joseph-Kirche in Lützen wurde im Jahre 2013 profaniert und befindet sich in Privatbesitz. Die wenigen Katholiken in der Stadt sind jetzt der Pfarrei St. Elisabeth mit Sitz in Weißenfels, Bistum Magdeburg, zugeordnet.

## Politik

### Stadtrat
Der Stadtrat der Stadt Lützen besteht aus 20 ehrenamtlichen Mitgliedern und dem Bürgermeister.
Die Wahl zum Stadtrat am 9. Juni 2024 führte zu folgendem Ergebnis:

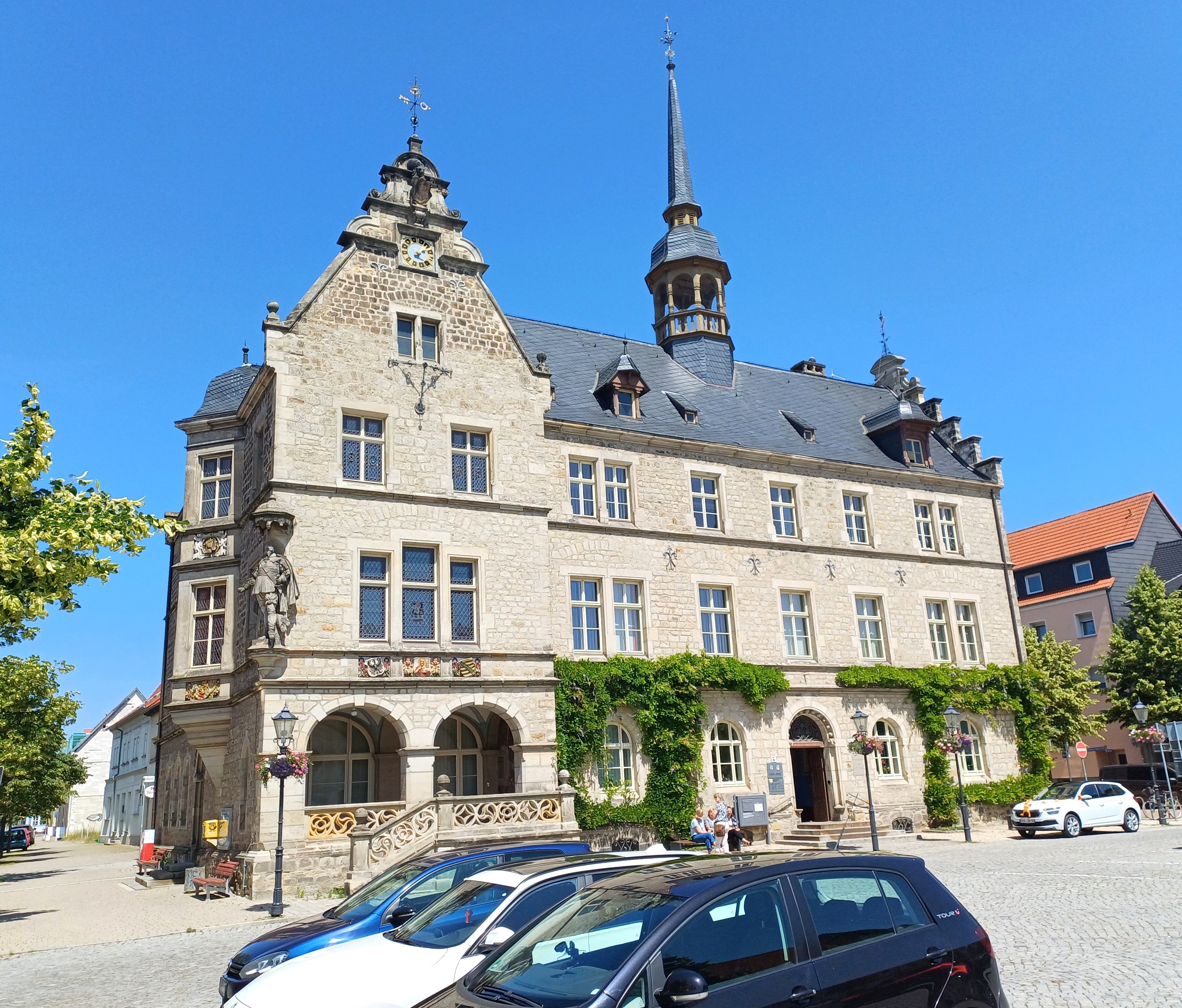
Rathaus

| Partei/Wählergruppe                | Partei/Wählergruppe                               | Stimmenanteil | +/− %p | Sitze | +/− |
| ---------------------------------- | ------------------------------------------------- | ------------- | ------ | ----- | --- |
|                                    | Christlich Demokratische Union Deutschlands (CDU) | 29,2 %        | + 9,2  | 6     | + 2 |
|                                    | Sozialdemokratische Partei Deutschlands (SPD)     | 15,7 %        | + 1,0  | 3     | ± 0 |
|                                    | Freie Demokratische Partei (FDP)                  | 04,1 %        | - 1,2  | 1     | ± 0 |
|                                    | Bürgerliste Lützen1                               | 35,9 %        | - 0,7  | 7     | + 1 |
|                                    | Einzelbewerber Dorothee Berthold                  | 05,4 %        | + 5,4  | 1     | + 1 |
|                                    | Einzelbewerber Christine Krößmann                 | 04,8 %        | + 4,8  | 1     | + 1 |
|                                    | Basisdemokratische Partei Deutschland (dieBasis)  | 05,0 %        | + 5,0  | 1     | + 1 |
| Wahlbeteiligung: 67,9 % (+ 8,6 %p) |                                                   |               |        |       |     |

1 2014: Diverse Wählergruppen

### Bürgermeister
Hauptamtlicher Bürgermeister der Stadt Lützen ist seit dem 18. Januar 2025 Mirko Kother (Bürgerliste Lützen). Dabei hat er sich nach Angaben des Wahlleiters als Einzelbewerber mit mehr als 56 Prozent der Stimmen gegen Mitbewerber Jens Mende von der SPD durchgesetzt. Die 7.200 wahlberechtigten Bürgerinnen und Bürger aus dem Burgenlandkreis konnten sich zwischen dem Kandidaten der SPD und dem der Bürgerliste entscheiden.

### Wappen
| Wappen von Lützen | Blasonierung: „In Gold, aus dem unteren Schildrand wachsend, silbern nimbiert, Johannes der Täufer mit schwarzem Haar und Bart, im blauen Gewand über schwarz gegürtetem silbernen Untergewand; mit der rechten Hand weisend auf das auf seinem linken Unterarm auf einem silbernen Buch ruhende, golden nimbierte, silberne Gotteslamm mit Siegesfahne – rotes Kreuz auf Silber – am roten Kreuzstab.“ |
| Wappen von Lützen | |

Das Wappen wurde am 25. Januar 2010 durch den Landkreis genehmigt.
Die Farben der Stadt sind Blau - Gelb.

### Flagge
Die Flagge ist blau - gelb (1:1) gestreift (Längsform: Streifen senkrecht verlaufend, Querform: Streifen waagerecht verlaufend) und mittig mit dem Wappen der Stadt belegt.

## Wirtschaft und Infrastruktur
2021 gehörte Lützen zu den Gemeinden in Deutschland mit den niedrigsten Gewerbesteuer-Hebesätzen.

## Sehenswürdigkeiten / Tourismus

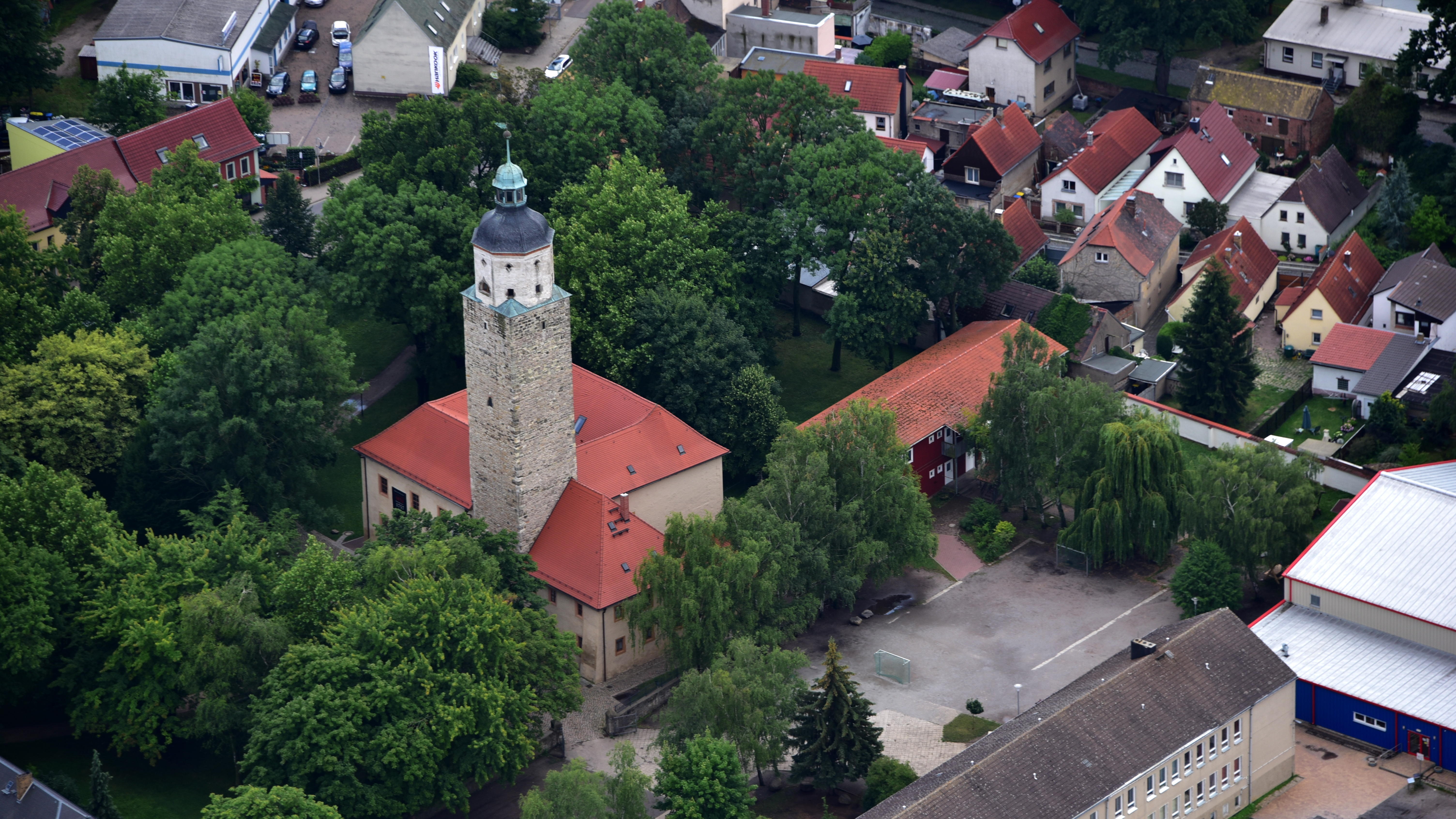
Schloss Lützen, Luftaufnahme (2017)

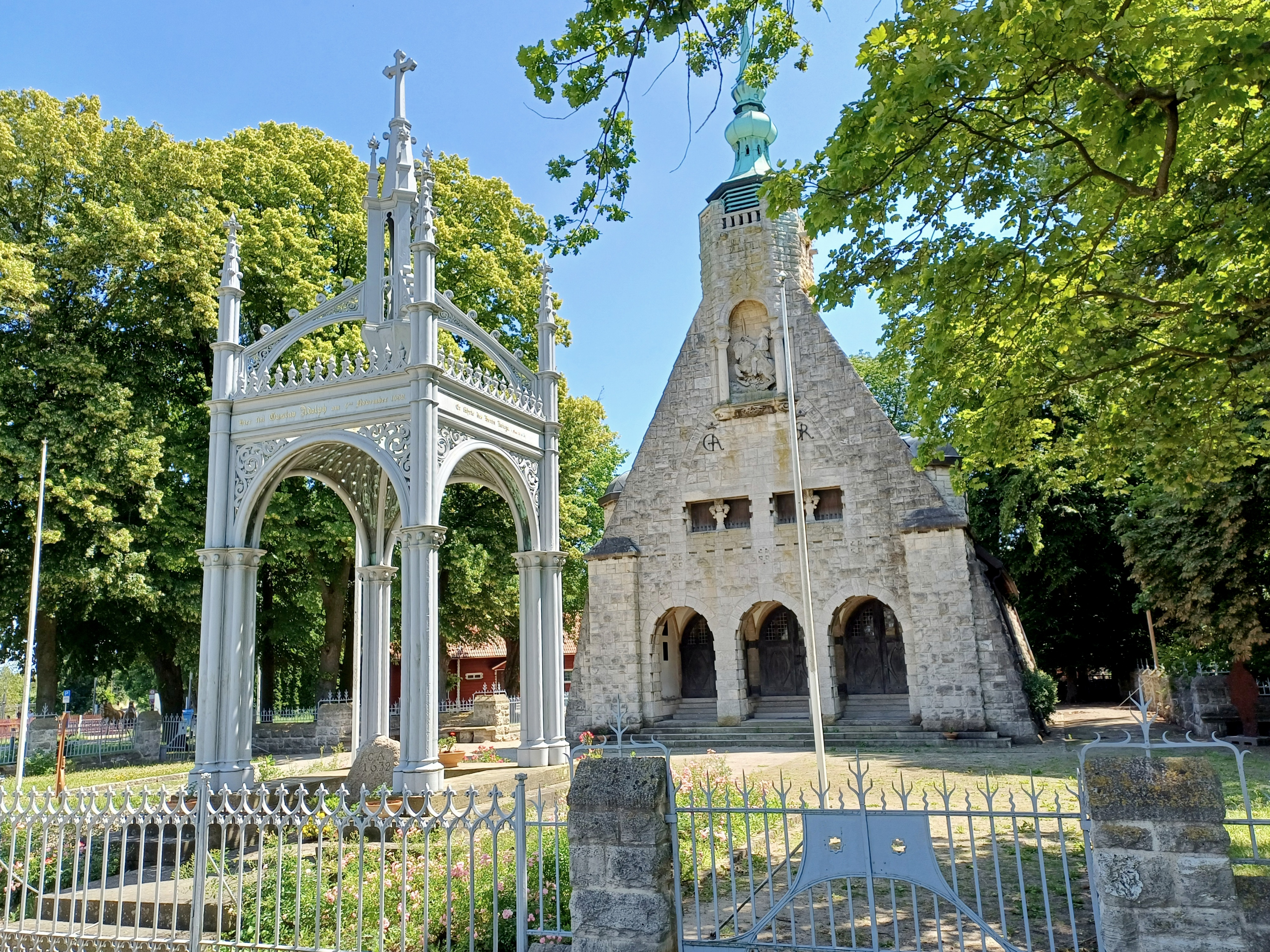
Gustav-Adolf-Gedenkstätte

### Schloss
Das Lützener Schloss wurde Ende des 13. Jahrhunderts von den Merseburger Bischöfen erbaut. Seit 1928 beherbergt es das Stadt- und Regionalgeschichtliche Museum. In diesem wird an die beiden weltpolitisch bedeutenden Schlachten bei Lützen erinnert. Dies ist einmal die Schlacht bei Lützen von 1632, in der der legendäre Schwedenkönig Gustav II. Adolf sein Leben ließ. Ein Großdiorama mit 3.600 Zinnfiguren zeigt die Schlacht. Die andere ist die Schlacht bei Großgörschen von 1813, welche in einem noch größeren Diorama (5.500 Zinnfiguren) dargestellt wird. Eine weitere Ausstellung des Museums ist dem Dichter und Schriftsteller Johann Gottfried Seume gewidmet. Das Gebäude beherbergt auch das historische Stadtarchiv.

### Gustav-Adolf-Gedenkstätte
Die Gedenkstätte ist dem Schwedenkönig Gustav II. Adolf gewidmet, der während der Schlacht bei Lützen fiel. Schon im Jahr 1632, im Todesjahr, wurde am Todesort ein großer Findling als erstes Denkmal aufgestellt. Im Jahr 1837 erfolgte dann die Einweihung des von Karl Friedrich Schinkel entworfenen, gusseisernen Baldachins, welcher über dem sogenannten „Schwedenstein“ errichtet wurde. Im Jahr 1907 kam die vom schwedischen Konsul Oskar Ekman und seiner Frau Maria gestiftete Gustav-Adolf-Kapelle hinzu. Später folgten noch zwei typisch schwedische Holzhäuser. Bei den gelegentlichen Behauptungen, das Grundstück gehöre dem schwedischen Staat oder sei gar exterritoriales Gebiet, handelt es sich um eine moderne Legende. Tatsächlich wurde die Gedenkstätte von 1932 bis Mitte der 1990er-Jahre von der privaten schwedischen Stiftelsen Lützenfonden (Lützenstiftung) mit Sitz in Göteborg betrieben. Seither sorgen die Stiftung und die Stadt Lützen gemeinsam für den Unterhalt.

### Gustav-Adolf-Gedenkkirche in Meuchen
Die ursprünglich romanische Kirche Meuchen wurde im 15./16. Jahrhundert gotisch umgebaut und im Jahr 1912 als Gustav-Adolf-Gedenkkirche neu gestaltet. Hinter dem Altar befindet sich ein alter hölzerner Tisch, auf dem der Leichnam Gustav II. Adolfs bei der Säuberung gelegen haben soll. Ein Farbfenster und ein Bronzerelief des schwedischen Königs sind weitere Ausstellungsstücke.

### Denkmäler der Schlacht bei Großgörschen 1813
Das Scharnhorst-Denkmal, die Schinkel-Pyramide, das Denkmal des Prinzen Leopold von Hessen-Homburg und das Marschall-Ney-Haus sind die wichtigsten Denkmäler, die an die Schlacht erinnern.

### Rathaus von Lützen
Das Rathaus wurde 1884/1885 im Stil der Neurenaissance erbaut. Von der ursprünglichen Ausstattung sind noch der Sitzungssaal, das Amtszimmer des Bürgermeisters sowie drei erhalten gebliebene Gefängniszellen vorhanden. Die Westseite des Rathauses ziert ein Standbild Gustav Adolfs.

### Weitere Gedenkstätten
- Nietzsche-Gedenkstätte in Röcken
- Gedenkstein von 1946 auf dem Gelände der Zuckerfabrik zur Erinnerung an zwölf sowjetische Kriegsgefangene, die hier Opfer von Zwangsarbeit wurden
- Denkmal von 1951 im Schlosspark (zu DDR-Zeiten Thälmannpark) für die Verfolgten des Naziregimes von dem Bildhauer Gerhard Lichtenfeld aus Halle

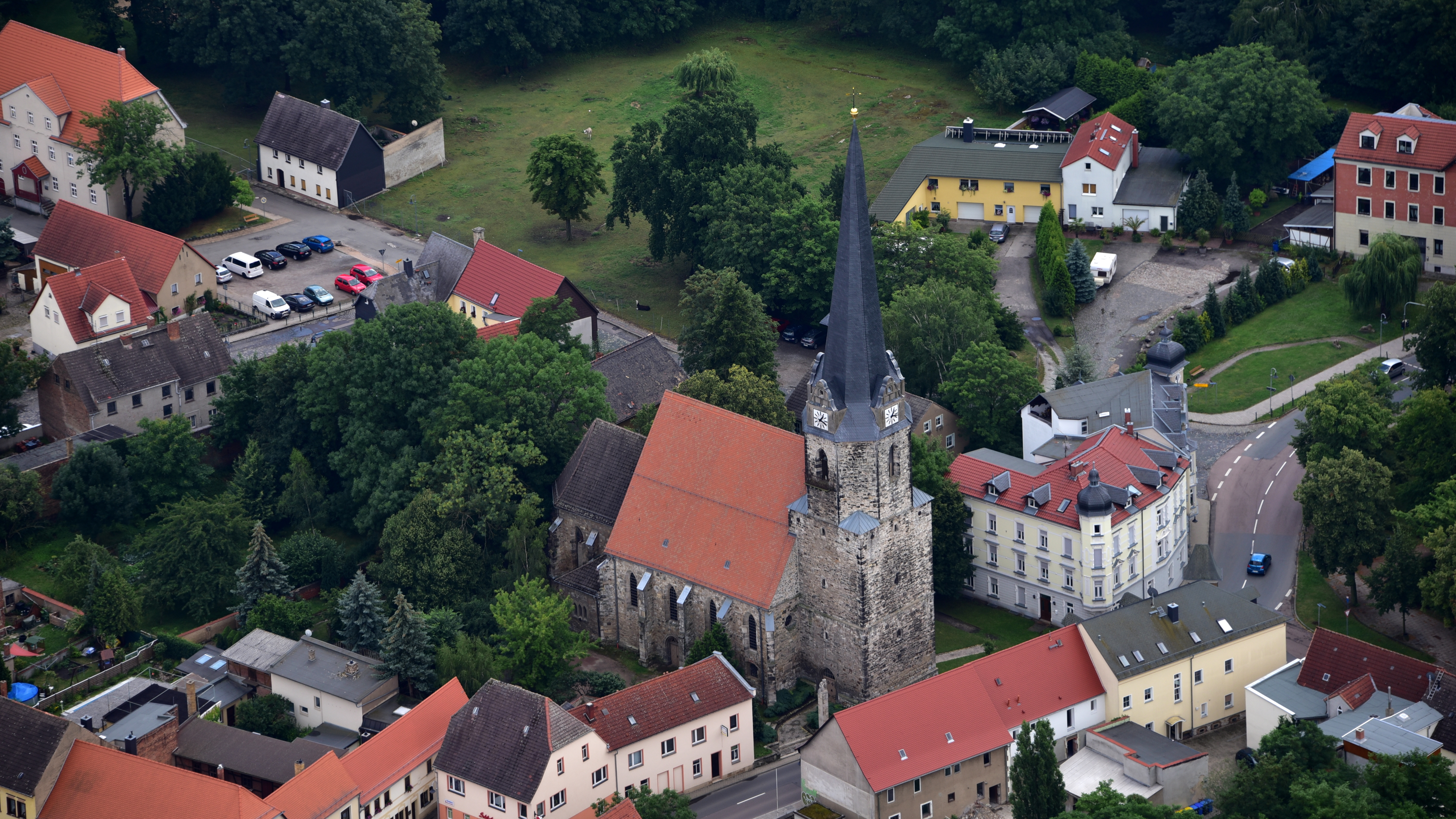
Stadtkirche St. Viti, Luftaufnahme (2017)

### Stadtkirche St. Viti in Lützen
Der Bau der spätgotischen Kirche St. Viti Lützen wurde 1488 auf dem Areal eines romanischen Vorgängerbaus aus dem 13. Jahrhundert begonnen, 1513 wurde die Kirche geweiht. Der Bau des Turms begann 1513 und wurde 1531 abgeschlossen. Nach einem Blitzeinschlag im Jahr 1778 wurde der zunächst 77 m hohe Turm um 10 m gekürzt.

### Tiergehege im Martzschpark
- Tiergehege: In dem ca. 32 ha großen Areal sind Rehe, Auerochsen, Esel, Ziervögel und verschiedene Kleintiere zu sehen. Das naturnahe Gehege ist ein beliebter Ausflugsort, der in unmittelbarer Nähe zur Gustav-Adolf-Gedenkstätte an der B87 liegt und über ausreichend Parkplätze verfügt.

## Radwege
- Der Radweg Sole-Kohle-Geschichte führt über Bad Dürrenberg zum Geiseltalsee.
- Auf dem Bahndamm der stillgelegten Bahnstrecke Leipzig-Plagwitz–Pörsten verläuft der asphaltierte Elster-Saale-Radweg bis zum Leipziger Stadtrand in Lausen.

## Schulen
In Lützen gibt es vier Schulen, die Freie Gesamtschule Gustav Adolf sowie Grundschulen in Lützen, Großgöhren und Großgörschen. Bis 1999 gab es das Gustav-Adolf-Gymnasium in Lützen, das wegen zu geringer Schülerzahlen den Betrieb einstellen musste.

## Sport / Vereine
- TSV Eintracht Lützen
- 1. Lützener Carneval Klub 1985 e. V.
- Lützen hat Zukunft e. V.
- Privilegierte Schützengilde Lützen 1608 e. V.
- VfB Scharnhorst Großgörschen 1932 e. V.
- Förderverein Marschall-Ney-Haus zu Kaja e. V.
- Scharnhorstkomitee Großgörschen e. V.
- Kleintierzüchterverein Großgörschen e. V.
- Campus Lützen e. V.
- Heimat- und Museumsfreunde Lützen e. V.